# フェルル
フェルル (ドイツ語: Verl,  [fɛʁl]) は、ドイツ連邦共和国ノルトライン＝ヴェストファーレン州デトモルト行政管区のギュータースロー郡に属す市である。ビーレフェルトの南 15 km に位置し、人口は約 25,000人である。
現在の自治体フェルルは、アムト・フェルルの5町村の多くの断片が合併して成立した。ヴェストファーレン盆地内の現在の市域に位置する集落は1088年に記録が遺されている。フェルルは2010年1月1日に郡所属市に昇格した。

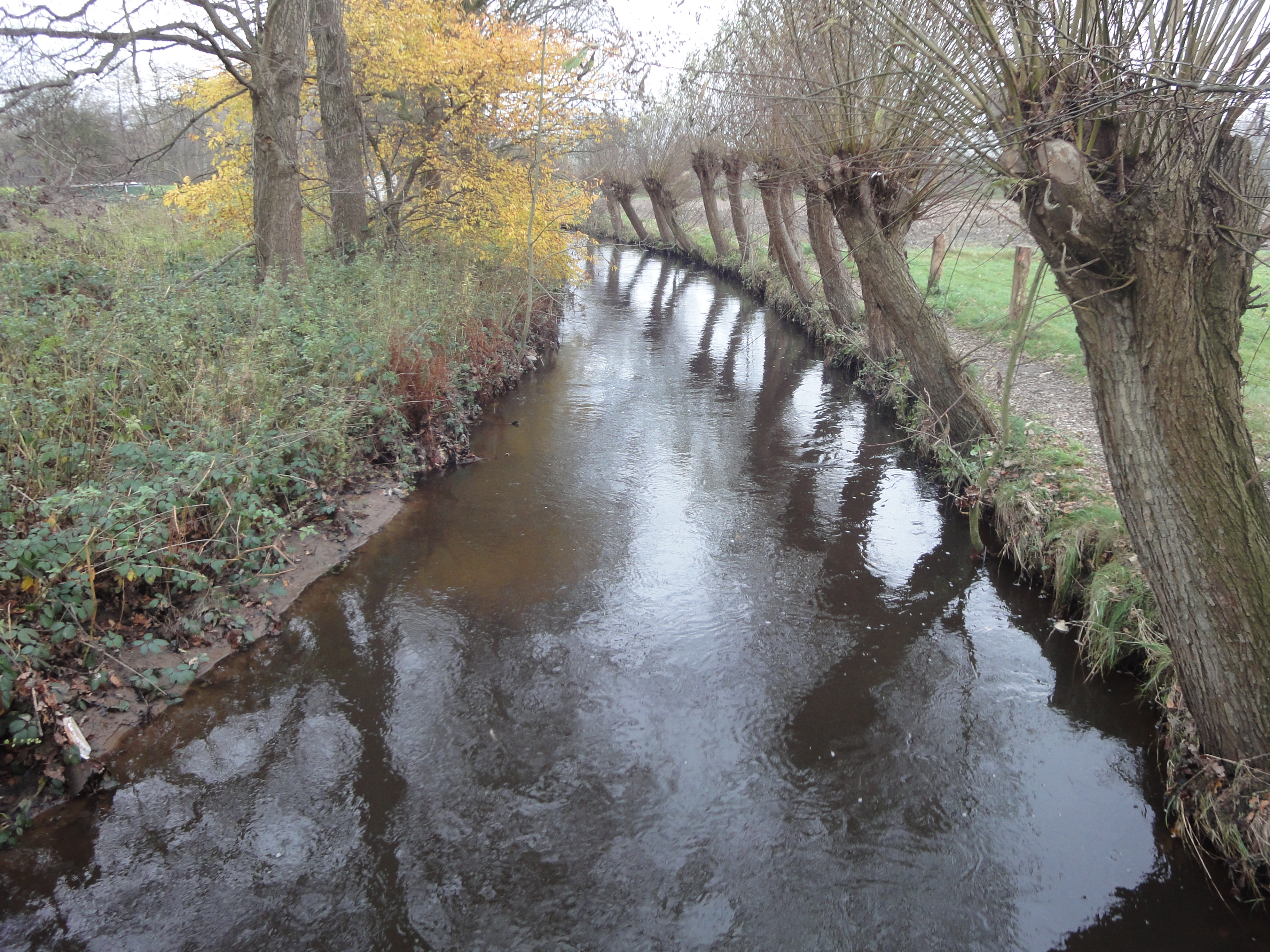
ジューレンハイデ地区を流れるエルバッハ川

エルバッハ川に面することからフェルルはしばしば「エルバッハシュタット」（市に昇格する前は「エルバッハゲマインデ」、「エルバッハ川の街」の意味）と呼ばれる。カウニッツにあるオストヴェストファーレンハレによってこの地域外でも有名である。1966年からこのホールでは、ドイツ最大級の動物および骨董品の市である「ホビーマルクト」が月ごとに開催されている。

## 地理

### 位置
フェルルはノルトライン＝ヴェストファーレン州の北東部（オストヴェストファーレン＝リッペ）、トイトブルクの森の南、ギュータースロー郡南部に位置している。ギュータースロー (9.2 km)、ビーレフェルト (15.4 km)、パーダーボルン (25.1 km) の都市トライアングル内にあたり、デトモルト行政管区に属している。
市域は、北ドイツ低地のヴェストファーレン盆地中ザントミュンスターラント東部（オストミュンスターラント）にある。
フェルル市内をダルケ川、メンケバッハ川、エルバッハ川、ゼンネバッハ川、フルルバッハ川、ヴァーペルバッハ川が流れている。これらの川はその支流とともに本市の排水を担っている。ダルケ川の支流にはハッセル川とシュトロートバッハ川がある。ランダーバッハ川がエルバッハ川に流れ込み、ローデンバッハ川がヴァーペルバッハ川に合流する。ゼンネバッハ川とフルルバッハ川は直接エムス川に注ぐ。それ以外のフェルルを流れる川（水系）はいずれもトイトブルクの森を北東から南西方向にほぼ平行に流れエムス川に注いでいる。市内で最も広い湖は、ジューレンハイデ地区にあるフェルラー湖である。
市の東部にはホルター・ヴァルト（森）があるが、その大部分はシュロス・ホルテ＝シュトゥーケンブロック市に属している。市内の最高地点は海抜 111 m（ザンクト・ハインリヒ通り）、最低地点は海抜 82 m（ヴィーデンブリュッカー通り）である。
フェルルを流れる川
- フェルル地区の北を流れるダルケ川
- ゼンデ地区を流れるランダーバッハ川
- ゼンデ地区のメンケバッハ川
- カウニッツ地区を流れるローデンバッハ川
- フェルル南部を流れるゼンネバッハ川
- ギュータースローのカッテンストロート地区付近のヴァーペルバッハ川の水門
- ジューレンハイデ地区のフェルラー湖

### 地質学
地質学的にフェルルが属しているミュンスターラント盆地はおおむね深皿状の形をしている。フェルル地域の地中深くは、古生代（デボン紀や石炭紀）の頑丈な岩でできた地層で構成されている。ここから地表付近に向かって、ほぼ完全に中生代（白亜紀後期）の泥灰岩やそれよりも古い白亜紀石灰岩で構成された分厚く、地殻構造上の乱れがほとんどない固い地層が続いている。この地層は、東向きに緩やかに下ってゆく。
この地域の表土は、おおむね氷期（第四紀）の砂 - シルト - 粘土質の脆い地層で形成されている。これはエムス川とその支流あるいはモレーンや雪解け水のような氷期の、比較的新しく、時に泥炭を含んだ堆積物である。表面付近に一部豊かな地下水が蓄えられている。深い層の地下水は塩分を多く含んでいる。

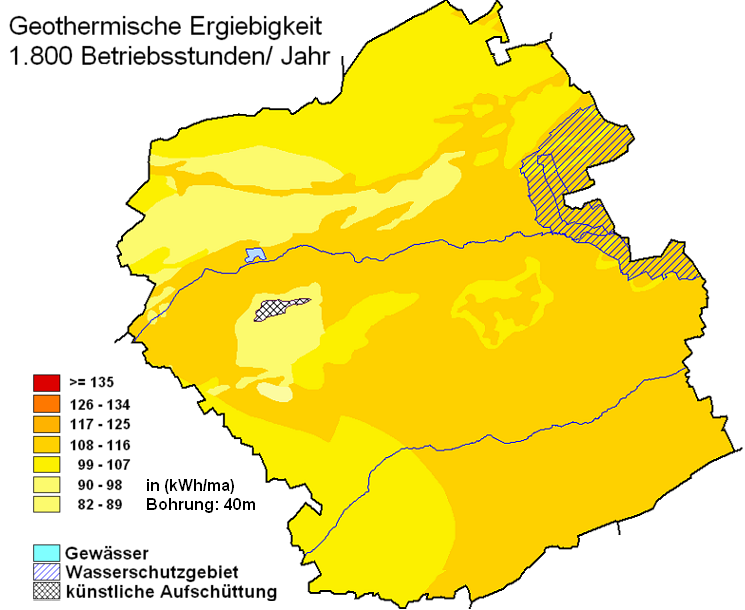
フェルルの地熱分布図

フェルルは、農業収穫効率が低く、栄養分が乏しい砂地の土壌である。この土地は水の保持機能・透過性が低いが、所々に低層湿地が形成されている。
フェルル市内には、内陸の氷河によって形成された氷堆丘が見られる。ギュータースローとの市境を流れるダルケ川はそうした氷堆丘沿いにたどっている。
フェルルはエムスザントエーベネ（オストミュンスターラント）に位置しているにもかかわらず、その風景はミュンスターラントに特徴的なパルクラントシャフトの特徴を備えている。すなわち、小さな耕作地と緑地が交互に存在し、それを分ける生け垣や一軒家が点在する風景である。
フェルルの市域は、地熱ゾンデによる地熱源やヒートポンプによる地熱採取については、「良好」から「極めて良好」な状態にある（右図参照）。

### 市域の広がりと土地利用
本市の南北の最大幅は約 11 km、東西のそれは約 10 km である。
フェルルの総面積は 71.36 km2 である。主に農業用地、住宅地および空き地で、これらを合わせると総面積の約 84.5 % を占める。森林と交通用地は合わせて 12.9 % である。特に森林の占有率 7.1 % は、ノルトライン＝ヴェストファーレン州の平均 (25.9 %) に比べて極端に低く、森に乏しいことが判る。
以下の表に土地利用の詳細を示す。
| 土地用途別面積 | 農業用地 | 森林  | 宅地、空き地 産業用地 | 交通用地 | 水域  | スポーツ用地 および緑地 | その他 |
| -------------- | -------- | ----- | --------------------- | -------- | ----- | ----------------------- | ------ |
| 面積 (km2)     | 49.66    | 5.07  | 10.65                 | 4.16     | 0.76  | 0.73                    | 0.34   |
| 占有率         | 69.6 %   | 7.1 % | 14.9 %                | 5.8 %    | 1.1 % | 1.0 %                   | 0.5 %  |

### 隣接する市町村
フェルルは、北は郡独立市のビーレフェルト、東はシュロス・ホルテ＝シュトゥーケンブロック、南東はヘーフェルホーフ、南はデルブリュック、南西はリートベルク、西は郡庁所在地のギュータースローと境を接している。
ヘーフェルホーフとデルブリュックはパーダーボルン郡に属し、シュロス・ホルテ＝シュトゥーケンブロック、リートベルク、ギュータースローはギュータースロー郡に属す。

### 市の構成
フェルルは、それぞれが固有の村落の性格を持つ5つの地区で構成されている。フェルル（フェルル＝ヴェストおよびフェルル＝アイザーシュトラーセを含む）およびジューレンハイデ、カウニッツ、ボルンホルテ＝バーンホーフに住民の大部分が住んでいる。エスターヴィーエとゼンデに住民は少なく農地が占めている。
フェルル＝アイザーシュトラーセは、合併によってフェルルに併合された旧ファーレンゼル部分である。旧ボルンホルテの中心的住宅地は現在ボルンホルテ＝バーンホーフと呼ばれている。
カウニッツは1746年の汚れなき聖マリア教会建立によって成立した集落である。この教会はかつてのエスターヴィーエ、フェルル、リームケ、ホルテ（リームケとホルテは現在シュロス・ホルテを形成している）の境界が交わる点に建設された。
こうした区分けはフェルルの基本条例によるものではない。条例では地区は規定されていない。したがって、各地区を分ける境界線も存在しない。特に中核市区やカウニッツはそれぞれボルンホルテやエスターヴィーエへ切れ目なく移行している。
以下の表に地区図を示すが、人口は明確でない区分けによるものである。
| 地区（集落）                                  | 地区（集落）                    | 人口（人） | パーセント | フェルル市の地区（集落）図 |
| --------------------------------------------- | ------------------------------- | ---------- | ---------- | -------------------------- |
| フェルル                                      | Verl                            | 10,108     | 40.5 %     |                            |
| フェルル＝ヴェスト                            | Verl-West                       | 833        | 3.3 %      |                            |
| フェルル＝アイザーシュトラーセ                | Verl-Eiserstraße                | 468        | 1.9 %      |                            |
| ジューレンハイデ                              | Sürenheide                      | 3,597      | 14.4 %     |                            |
| カウニッツ                                    | Kaunitz                         | 2,026      | 8.1 %      |                            |
| ボルンホルテ ボルンホルテ＝バーンホーフを含む | Bornholte mit Bornholte-Bahnhof | 1,468      | 5.9 %      |                            |
| ゼンデ                                        | Sende                           | 336        | 1.3 %      |                            |
| エスターヴィーエほか外縁部                    | Außenbereich und Österwiehe     | 5,792      | 23.2 %     |                            |
| 未定                                          | Unbekannt                       | 338        | 1.4 %      |                            |
| 計                                            | 計                              | 24,966     | 100 %      |                            |

### 気候
フェルルは中央ヨーロッパの穏やかな気候域に属す。この街は亜大西洋海洋性気候に位置している。冬は大西洋の影響でおおむね穏和であり、夏はかなり暑い。この影響は中程度から比較的湿潤な、年間平均気温約 16 ℃の気候をもたらしている。年間降水量の長期平均値は約 770 から 830 mm である。最も降水量が少ないのは 3月 (40 - 50 mm)、最も多いのは7月および8月 (80 - 90 mm) である。本市は霧の多発する地域で、年間70日から100日程度霧が発生する。
以下の表にフェルルの気象データを示す。
| フェルルの気候         | フェルルの気候 | フェルルの気候 | フェルルの気候 | フェルルの気候 | フェルルの気候 | フェルルの気候 | フェルルの気候 | フェルルの気候 | フェルルの気候 | フェルルの気候 | フェルルの気候 | フェルルの気候 | フェルルの気候 |
| 月                     | 1月            | 2月            | 3月            | 4月            | 5月            | 6月            | 7月            | 8月            | 9月            | 10月           | 11月           | 12月           | 年             |
| ---------------------- | -------------- | -------------- | -------------- | -------------- | -------------- | -------------- | -------------- | -------------- | -------------- | -------------- | -------------- | -------------- | -------------- |
| 平均最高気温 °C （°F） | 5 (41)         | 6 (43)         | 10 (50)        | 14 (57)        | 19 (66)        | 21 (70)        | 23 (73)        | 23 (73)        | 20 (68)        | 15 (59)        | 9 (48)         | 6 (43)         | 14.3 (57.6)    |
| 平均最低気温 °C （°F） | −1 (30)        | −1 (30)        | 1 (34)         | 4 (39)         | 8 (46)         | 11 (52)        | 12 (54)        | 12 (54)        | 10 (50)        | 6 (43)         | 2 (36)         | 0 (32)         | 5.3 (41.7)     |
| 平均降雨日数           | 17             | 15             | 13             | 15             | 13             | 14             | 15             | 16             | 14             | 15             | 17             | 16             | 180            |
| 平均日照時間           | 2              | 3              | 3              | 5              | 6              | 6              | 6              | 6              | 5              | 4              | 2              | 1              | 4.1            |
| 出典：holidaycheck     |                |                |                |                |                |                |                |                |                |                |                |                |                |

## 歴史

### 最初の記録と名前の意味
フェルル周辺地域で最初の農場に関する記録は、1088年の Krax 農場（crackashardt = Krähenwald、直訳すると「カラスの森」）の記述である。この記述は現在オスナブリュック州立文書館に収蔵されている「ヘルツェブロッカー徴税簿」に遺されている。ミュンスターのノルトライン＝ヴェストファーレン州立文書館ヴェストファーレン分館所蔵の別の文書には、1153年にパーダーボルン司教ベルンハルト・フォン・エーゼーデによりエビングハウス農場 (ebbekenhusen) とリームケ農場 (lindbike) が記録されている。
フェルル (Verl) の名前は13世紀に初めて記載されている。ミュンスターの州立文書館の文書には、1264年に Henricus de Verlo という記述がある。この名称には2つの解釈がある。1つは「4つの森」(vier Wälder)、もう1つは「森 (lo) の中の広い道 (ver) 」である。後者は「その道の向こうにある」あるいは「その道沿いにある」と解釈される。
やはりミュンスターの州立文書館に収蔵されている文書では、1350年にフェルルの荘園に関する記述がある。この文書には curia dicta Verlo in parochia Nygenkerken prope Rethberge すなわち「リートベルクの近くのノイエンキルヒェン教区にある Verlo という名前の荘園」と記載されている。また、1370年の別の文書では水車とフェルルの4軒の家が話題になっている。

### 近世と宗教改革
リートベルク伯は、1237年に独立した支配権を獲得した。このリートベルク伯領にはボルンホルテ、ゼンデ、エスターヴィーエ。リームケとギュータースロー農場、後のフェルル農場が含まれた。
1512年フェルル農場内に礼拝堂が建設された。この礼拝堂は1577年頃に教区教会に昇格され、これ以後フェルル、ゼンデ、ボルンホルテの中央にフェルル教区教会が設けられた。
現在カトリック信者が多いのは、旧リートベルク伯領の歴史によるものである。この伯家はカトリックで、住民は領主の信仰に従っていた（Cuius regio, eius religio、すなわち「領主の信仰が領邦の信仰」）。リートベルク伯とヘッセン方伯とのレーエン関係に基づき、この地でも1537年に一旦宗教改革が受け容れられた。しかし1610年に伯家とその家臣は再びカトリックの信仰に戻った。これが、第二次世界大戦後に福音主義の数多くの難民や放逐された人々が当時のアムト・フェルルに定住したにもかかわらず、現在でもカトリック信者が多数であることの礎となった。

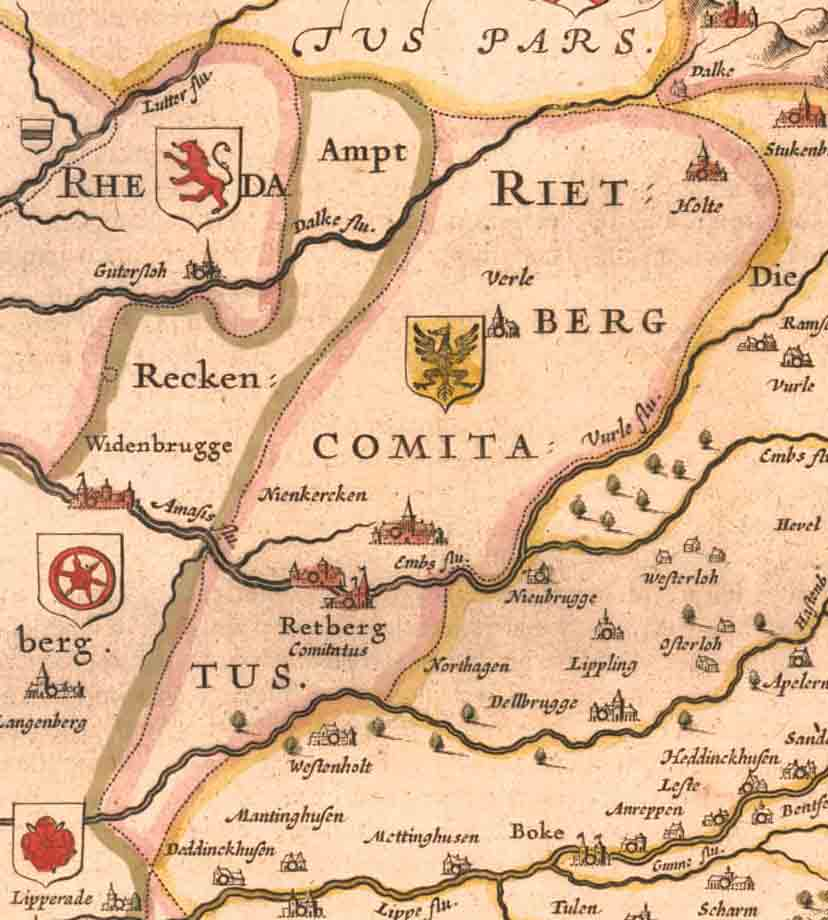
1645年から1662年の間に作成されたリートベルク伯領の地図

三十年戦争の初期には、フェルル周辺地域で悲惨きわまりない事態は生じなかった。同じ頃、流行したペストがフェルルの住民の多くに危害を加えた。1635年にビーレフェルトで冬越ししていたリューネブルク軍が周辺を略奪した。彼らは食料を求めてリートベルク方面へ出かけ、穀物やトウモロコシを強奪していった。奪われるものを持たない者は皆殺害された。1644年にヘッセン軍が、その3年後にスウェーデン軍がこの地域で略奪を働いた。1648年の戦争終了後も、蔓延する困窮のために、復興を始めることは困難であった。1676年にフェルル周辺で赤痢が流行し、125人以上がその犠牲となった。
1746年9月6日、カウニッツ（当時はノイ＝カウニッツ）の教会の定礎がなされた。この教会は村建設の核となった。マクシミリアン・ウルリヒ・フォン・カウニッツ＝リートベルクとその妻マリア・エルネスティーネの命令により、この教会はエスターヴィーエとリームケとの境界「マイブルク」に建設された。ヴェンツェル・アントン・フォン・カウニッツ＝リートベルクは、1792年に聖アンナ教会の建設を命じた。この古典主義様式のハレンキルヒェは、同じ場所にあった1512年建造の礼拝堂に替わるもので、1801年に完成した。
最後のカウニッツ領主の下、13世紀以降フェルルが属すリーベルク伯は、1807年にナポレオン1世によって新たに創設されたヴェストファーレン王国に併合され、独立性を失った。この伯領からカントン・リートベルクとカントン・ノイエンキルヒェンの2つの地方行政区が設けられた。両者はフルダ県パーダーボルン管区に属した。ウィーン会議後、1815年にこの地域はプロイセン領となり、1816年に新設されたヴィーデンブリュック郡に編入された。1822年にアロイス・フォン・カウニッツは伯の御料地をニーダーバルクハウゼンの農場主フリードリヒ・ルートヴィヒ・テンゲに売却した。
1838年7月1日にノイエンキルヒェンのカントン行政府がフェルルに移された。それまでカントン・リートベルクに属していたエスターヴィーエとリームケはカウニッツ村とともにこの新しいカントンに移管された。1841年10月31日のプロイセンの地方自治体法に伴い、1843年6月16日に、カントンからアムト・フェルルに改名された。1848年、極度の困窮が、バルクハウゼンに移った領主フリードリヒ・ルートヴィヒ・タンゲの前でフェルルの農民たちが課された税の減額を嘆願するきっかけとなった。リートベルク伯領やアムト・デルブリュックからの人々もフェルルの農民に合流した。合計 4,000人がバルクハウゼンに向かった。この頃フェルル周辺地域は貧しいことで知られていた。1856年には飢餓チフス（発疹チフス）が発生し、これを裏付けた。

### 会社乱立時代と工業化
1850年からの新しい制御された所有関係、新しい施策と補助、国家による適切な奨励がアムト・フェルルにおける農業およびその関連産業の興隆をもたらした。こうした興隆の前提となったのがビーレフェルト、ギュータースロー、ノイエンキルヒェン、カウニッツさらにはヘーフェルホーフへの道路建設であった。これらの建設工事は1854年に始まり、1890年に完成した。1901年から1902年までトイトブルガー＝ヴァルト鉄道会社 (TWE) は鉄道路線ギュータースロー - フェルル - カウニッツ - ヘーフェルホーフ線を敷設した。この路線は1903年4月18日に開通した。この路線によってフェルルは、ルール地方とハノーファーとの間の経済的に重要な鉄道路線に直接アクセスできることとなった。アムト・フェルルは、不動産取得のためのコストをアムト内の全市町村、シュペクサルトおよびヘーフェルホーフで負担するという形でこの鉄道建設を支援した。これは当時としてはかなり大きな経済的支援であった。道路と鉄道は、近隣都市に設立された職場で働くフェルル住民の負荷を軽減した。また、農業生産の放棄も進んだ。

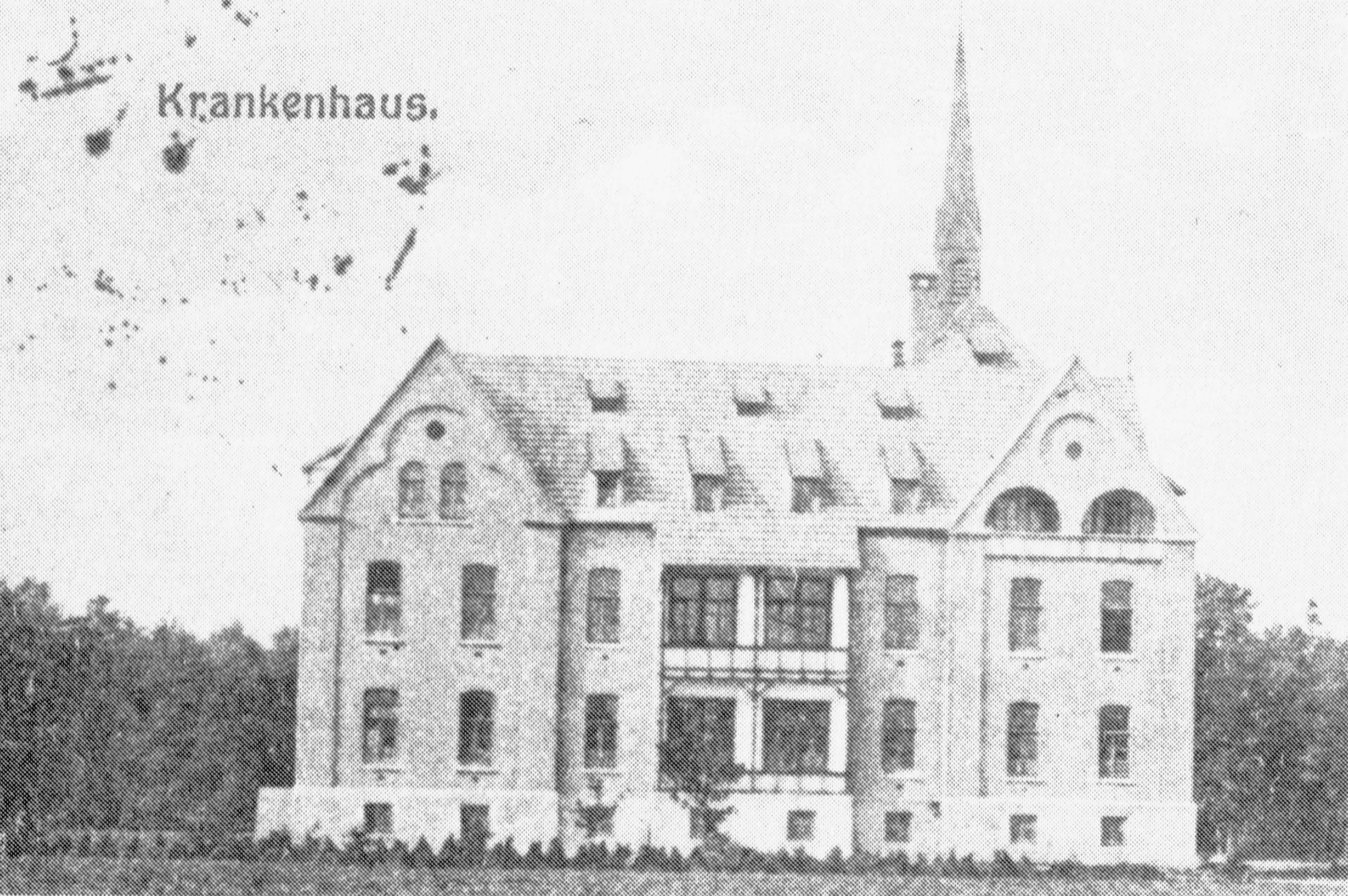
1914年頃のフェルラー病院

1907年から1909年にフェルラー病院が建設された。この病院はフェルルの聖堂参事会会員のフェルディナント・キュールマンによって設立された。当時フェルル周辺地方には 9,811人が住んでいた（1910年現在）。このうち 1,844人がフェルルに、1,765人がボルンホルテに、2,410人がゼンデに、2,492人がリームケに住んでいた。1911年にはすでにフェルル村の多くの家に電気が通っていた。これは、町の中心である現在の郵便局の場所で操業していたヴェストファーレン木工所で発電したものであった。1922年にこの会社が火災にあった後、電力網の整備が始まった。1927年から1929年に電力網は、ボルンホルテ、ゼンデ、リームケ、エスターヴィーエにまで拡張された。1938年にアムトとその市町村の紋章が制定され、フェルルを通るアウトバーン ケルン - ハノーファー線が完成した。

### 第一次世界大戦
1914年7月31日、フェルルで最初の8人に召集令状が発行された。アムトベツィルク・フェルルから 350人以上が第一次世界大戦の犠牲になった。その上この戦争によってフェルル周辺地域に経済的困窮が起きた。会社乱立時代以降の経済発展は無に帰した。フェルルの射撃ホールは1915年からゼンネ戦争捕虜収容所の分所として 80人を収容した。1923年に町の中心に第一次世界大戦の戦没者栄誉碑が建立された。この栄誉碑は当時の村の墓地にあり、オベリスクの形状をしている。

### 国家社会主義の時代
1930年9月と1932年7月のドイツ国会選挙で NSDAP は比較的少数の票しか獲得できなかった。中央党が平均約 66 % の票を獲得した。権力掌握直後にフェルルの街の中心にある栄誉広場はヒンデンブルク＝ヒトラー広場と改名された。この名称はナチス時代の終焉まで用いられた。国家社会主義の時代には、ドイツの他の地域と同様に、フェルルでもユダヤ系住民に対する組織的な阻害や追放が行われた。1938年11月の排斥運動（水晶の夜）ではフェルルのホーペ家の住居が荒らされた。ユダヤ人家族のほとんどが1941年以降アウシュヴィッツ強制収容所やテレージエンシュタット強制収容所に送致され、ミンスク・ゲットーで殺害された。カウニッツのヴィスブルン家はアメリカ合衆国への亡命に成功した。オスカー・ヴィスブルンはナチス統治に批判的な意見を述べたという名目で亡命前の数ヶ月間拘置されていた。
1938年、全部で37か所のオーバーエルム刑務所囚人労働施設のうち2か所がアムト・フェルルに設けられた。これらの施設は「特殊刑務所」という位置づけであった。フェルルでは、看守が囚人をひどく虐待し、中には死亡した囚人もいた。
戦争自体はフェルルにほとんど被害を及ぼさなかった。住民は、爆撃を受けるまではほとんど無傷であったが、それでも550人のフェルル市民が死亡した。
1945年4月1日にアメリカ軍がアムト・フェルルに到達し、この地域での戦争とナチス時代が終結した。カウニッツでの 800人の強制労働者が解放された。彼らはベルゲン・ベルゼン強制収容所ブーヘンヴァルト強制収容所のリップシュタット分所から送り込まれた人たちであった。その後カウニッツには、追放されたドイツ人のための収容所が設けられた。

### 戦後から現代
戦後旧ドイツ東部領土から追放された人々や難民たちが数多くフェルルに移住したため、1951年にパウル＝ゲルハルト通り沿いに福音主義の救世主教会が建設された。ジューレンハイデ地区ではその2年後に同じ理由からカトリックの聖ユダ・タダイ教会が建設された。1960年に合計 3,448人の新しい住民が旧東部領土からアムト・フェルルに移住した。これは、この年の調査で判明した。故郷を逐われた人々の住宅不足を解消するため、地価の安かったジューレンハイデに新しい集落が形成された。アムト・フェルルに属していたリームケは1964年に現在のシュロス・ホルテに改名された。1969年12月31日ヴィーデンブリュック郡の創設に伴いアムト・フェルルは廃止された。
1970年1月1日の自治体再編により、それまでアムト・フェルルに属す独立した市町村であったフェルル、ボルンホルテ、エスターヴィーエならびにゼンデとリームケのそれぞれ一部から新しい自治体フェルルが形成された。トイトブルガー＝ヴァルト鉄道は自家用車の増加により、ギュータースロー - フェルル - カウニッツ - ヘーフェルホーフ間の旅客運行を停止した。フェルルの駅舎は売却され、現在はレストランおよび倉庫として利用されている。約3年間の改修を経て1986年9月1日に郷土館が開館した。1988年の年末に住民の反対にもかかわらずノルトライン＝ヴェストファーレン州によってフェルラー病院が廃止され、老人養護ホーム（聖アンナ・ハウス）に改編された。東西ドイツの壁の崩壊後、フェルルは1990年にザクセン＝アンハルト州のアナブルクと姉妹都市協定を締結した。市は1999年に市立図書館を開館させ、同じ年にデルフォス（アメリカ合衆国、オハイオ州）と姉妹都市協定を結んだ。
カウニッツの旧駅舎は2003年に地区の公民館に改装され、開館した。2006年から2007年にかけて市庁舎が増改築された。新しい市庁舎の中核部分は1885年建造のアムトハウスである。2008年11月11日にノルトライン＝ヴェストファーレン州政府は、2010年1月1日からフェルルを中規模郡所属市に昇格させることを決定した。

### 市町村合併
1816年から1972年12月31日までフェルルはヴィーデンブリュック郡に属していた。この郡は、ノルトライン＝ヴェストファーレン州の地域再編に伴い、1973年に新設されたギュータースロー郡に編入された。
1965年に専門委員会が策定したノルトライン＝ヴェストファーレン州の自治体再編法は、小さな行政単位や目的共同体を解消し、自治体の運営状況を改善する根拠となった。
当時フェルル、ボルンホルテ、ゼンデ、エスターヴィーエ、シュロス・ホルテからなっていたアムトについて、オーバークライスディレクター（郡の長官）は以下の2つの新しい自治体を提案した。
- フェルル、エスターヴィーエ（カウニッツとそれに隣接するシュロス・ホルテの一部を含む）とゼンデ西部（エッカルツハイムを除く）からなる自治体フェルル
- シュロス・ホルテ（カウニッツに接する部分を除く）とゼンデ西部からなる自治体シュロス・ホルテ

州の内務省はこの提案を受理した。1969年12月4日のヴィーデンブリュック郡の新設とビーレフェルト郡の分割に関する法律に基づく市町村再編が発効したことにより1970年1月1日に新たな自治体フェルルが成立した。
新しい自治体フェルルは、旧フェルル（アウトバーンのインターチェンジ周辺地域を除く）、旧ボルンホルテ、旧ザンデ西部（エッカルツハイムを除く）、旧エスターヴィーエ（南西端を除く）、旧シュロス・ホルテ南東部で構成された。さらに旧ファーレンゼル（リートベルク）からバーンホーフ地区とアイザー通り地区がこの自治体に組み込まれた。
1973年1月1日、ビーレフェルト法の施行に伴いフェルルはギュータースロー郡に編入された。

## 住民

### 宗教
住民の半数以上 (58 %) がローマ＝カトリック教会に属し、約 18 % が福音主義教会に属す。残りの 24 % は他の宗教団体に属すか、無宗教である。
本市の 3つのカトリック教会、カウニッツの汚れなき聖マリア教会、ジューレンハイデの聖ユダ・タダイ教会、フェルルの聖アンナ教会は2001年1月1日から司牧連合を結成している。この司牧連合は、パーダーボルン大司教区リートベルク＝ヴィーデンブリュック首席司祭区に属している。福音主義教会は、ジューレンハイデの復活教会とフェルルの救世主教会がその任を担っている。両教会はヴェストファーレン福音主義教会のギュータースロー教会クライスに属している。
現在フェルルには120家族以上のアラム人が暮らしている。彼らはシリア正教会に属すキリスト教徒である。ギュータースロー郡のフェルル周辺の都市（ギュータースロー、レーダ＝ヴィーデンブリュック、リートベルク）は、ドイツにおけるアラム人の中心地となっている。
ムスリムは Mevlana Camii を礼拝所としている。この他にフェルル・キリスト兄弟団がある。また、フェルルには新使徒派教会やバプテストの礼拝所もある。
- ジューレンハイデの福音主義の復活教会
- フェルルの福音主義救世主教会
- フェルルのカトリックの聖アンナ教会
- ジューレンハイデのカトリックの聖ユダ・タダイ教会
- カウニッツのカトリックの汚れなき聖マリア教会

### 人口推移
自治体再編によって、ゼンデとリームケの人口が多い部分が分離されシュロス・ホルテ＝シュトゥーケンブロックあるいはビーレフェルトに編入された。旧アムト・フェルルに比べて新しく形成された自治体フェルルは、面積のおよそ 1/3 と、これと同程度の人口を失った。
以下の表はアムト・フェルルおよび現在のフェルルの人口推移と2004年時点の年齢構成状況および2020年の年齢構成予測を示している。
1975年以降は、ノルトライン＝ヴェストファーレン州情報・技術局統計部門の公式な研究結果である。1975年から1985年までの数値は推定値、1987年の数値は人口調査結果の値、1990年以降は1987年の結果に基づく推計値である。
| 年   | 人口（人） |
| ---- | ---------- |
| 1849 | 7,144      |
| 1871 | 7,245      |
| 1890 | 7,633      |
| 1910 | 9,811      |
| 1930 | 12.566     |
| 1938 | 14.324     |
| 1948 | 18.432     |
| 1956 | 20,396     |
| 1969 | 26,497     |

| 年              | 人口（人） |
| --------------- | ---------- |
| 1975 (12月31日) | 17,194     |
| 1980 (12月31日) | 18,398     |
| 1985 (12月31日) | 18,508     |
| 1987 (5月25日)  | 18,521     |
| 1990 (12月31日) | 19,771     |
| 1995 (12月31日) | 21,626     |
| 2000 (12月31日) | 23,315     |
| 2005 (12月31日) | 24,754     |
| 2007 (12月31日) | 24,949     |

## 行政

### 市議会
フェルルの市議会は 38議席で構成されており、これに市長が議長として加わる。
フェルルは2014年まで、市議会に同盟90/緑の党が議席を持たないドイツ最大の都市であった。この党は2014年2月15日に地区連合を形成することに成功した。この年の市議会選挙で 10.74 % の票を獲得して、市議会で 4議席を占める3番目の勢力の政党となった。

### 首長
自治体再編後、アムツディレクターが町の行政・運営の指導者となり、他方では市議会の議長を無給の首長が務めることになった。こうしたいわゆる二頭体制は、ノルトライン＝ヴェストファーレン州では1999年以降廃止された。首長は行政の長であると同時に議会の議長を兼ねることとなった。
1999年の地方自治体選挙で、クラウス・ヘルスティング (CDU) が 76.7 % の票を獲得して町長に選出された。彼の後継者はパウル・ヘルムレック (CDU) であった。彼は2004年の町長選挙で 58.0 % の票を得た。2009年の選挙でも彼は 64.8 % の過半数の票を得て再選された。唯一の対立候補はペーター・ヘータイ (SPD) であった。
2015年9月13日の市長選挙では、パウル・ヘルムレックはCDUと対立し、CDUの市長候補でカウニッツ出身のヘーマー・ミヒャエル・エスケンおよびペーター・ヘータイ (SPD) の対立候補として無所属で立候補した。第1回投票ではどの候補も絶対多数を得られなかった。2015年9月27日にパウル・ヘルムレックとミヒャエル・エスケンとの間で決選投票が行われ、エスケンが 55.5 % の票を獲得して当選した。

### 選挙区
- 州議会選挙: フェルルは、ランゲンベルク、レーダ＝ヴィーデンブリュック、リートベルク、シュロス・ホルテ＝シュトゥーケンブロックとともにギュータースロー III 州議会選挙区に属す。
- 連邦議会選挙: 本市はギュータースロー連邦議会選挙区（第132選挙区）に属す。この選挙区は1980年に新設され、2002年まで選挙区番号は第101選挙区であった。1998年まではギュータースロー全域がこの選挙区に含まれていたが、1998年以降はヴェルターが、さらに2005年以降はシュロス・ホルテ＝シュトゥーケンブロックがこの選挙区から外れている。

### 紋章
新しく創設された町は1970年4月16日に、紋章と幟の使用を決議した。1973年1月31日に本質的には旧アムト・フェルルの紋章を引き継いだ紋章を使用することが認可された。
図柄: 盾を4分割。第1フィールド（向かって左上）と第4フィールド（向かって右下）は緑地に金色のドングリを2つつけた銀（白）のオーク、第2フィールド（向かって右上）と第3フィールド（向かって左下）は銀地に金のドングリをつけた緑のオーク。中央に金の小盾。
紋章は4つのフィールドに分割されている。紋章の中央には金の小盾が配置されている。第1と第4フィールドは緑の地色に2つの金のドングリをつけた銀のオークの木が描かれている。第2と第3フィールドには銀の地色に2つの金のドングリをつけた緑のオークの木が描かれている。この紋章のモデルは旧アムト・フェルルの紋章である。ただし旧アムトの紋章では、小盾内に5つの緑の菱形が描かれていた。4本のオークの木は、フェルルが4つの森という意味であることを示している。ただし、近年ではこの地名解釈には異論が提案されている。アムトの紋章にあった5つの菱形は、アムト・フェルルに属す5つの町村（フェルル、ボルンホルテ、ゼンデ、リームケ、エスターヴィーエ）を表していた。フェルルはこのアムトの紋章を利用することで、この町がアムトに属した4町村との連携によって成立しており、単に合併によって成立しているのではないことを表明しているのである。小盾内の5つの菱形を消すことで、この連携を象徴している。
以下のギャラリーに市の紋章と幟および旗を示す。最も右側に旧アムト・フェルルの紋章も示されている。
- フェルル市の紋章
- フェルル市の幟
- フェルル市の旗
- アムト・フェルルの紋章

### ロゴ
フェルルは2014年からロゴを用いている。このロゴは公式に披露され、市の文書に使用される。このロゴは2013年に代理店のコンペティションで市によって採択された。ロゴには「Stadt Verl – Ein guter Grund 」（「フェルル市 - 良い場所」）というスローガンが書き込まれている。

### 財政
フェルルは2005年12月31日以降、人口1人あたりの債務額が 0 ユーロのドイツで数少ない自治体の一つである。中心的な財政が債務なしであるにもかかわらず、市営業務は負債を抱えている。負債額は、2008年末現在約1,100万ユーロである。その大部分が汚水処理業務に関する内部負債である。
継続的な高額の営業税収入に基づき、フェルルは州内で経済状態の良好な自治体の一つである。2008年の営業税収入は4,350万ユーロ、すなわち1人あたり1,709ユーロであった。これはノルトライン＝ヴェストファーレン州の全市町村中2番目に高い数値である。さらに2008年12月31日現在の貯蓄額は4,630万ユーロに達する。

### 姉妹都市と友好都市
フェルルは2つの街と姉妹都市あるいは友好都市関係にある。
- アナブルク（ドイツ語版、英語版）（ドイツ、ザクセン＝アンハルト州）1990年から友好都市
- デルフォス（英語版）（アメリカ合衆国、オハイオ州）1999年から姉妹都市

1989年の東西ドイツの壁崩壊後フェルルとザクセン＝アンハルト州のアナブルクは友好都市協定を締結した。その始まりは、当時のフェルルの狩猟会会長ハインリヒ・メールマイアーとアナブルクの狩猟会会長との交流であった。これが他の団体や両町の交流につながり、最終的には公式な友好都市協定締結決定に至った。
1998年11月2日にフェルルの町議会はアメリカ合衆国オハイオ州デルフォスとの姉妹自治体協定締結を決議した。1789年にフェルルで生まれたヨハネス・オットー・ブレダイクの兄弟にあたるフェルディナント・ブレダイクが1845年にデルフォス市を建設したことに由来するものである。当時蔓延した厳しい貧困のためにフェルルやその周辺町村から移住した人々がデルフォスやその周辺に定住したのである。

## 文化と見所

### 演劇
フェルルには固有の劇場はないが、年に1回、実科学校の講堂がコルピング・テアター・フェルルの上演に用いられる。これ以外は周辺都市の施設を利用しなければならない。最寄りの劇場は、ギュータースロー劇場、ビーレフェルト劇場、デトモルト州立劇場である。

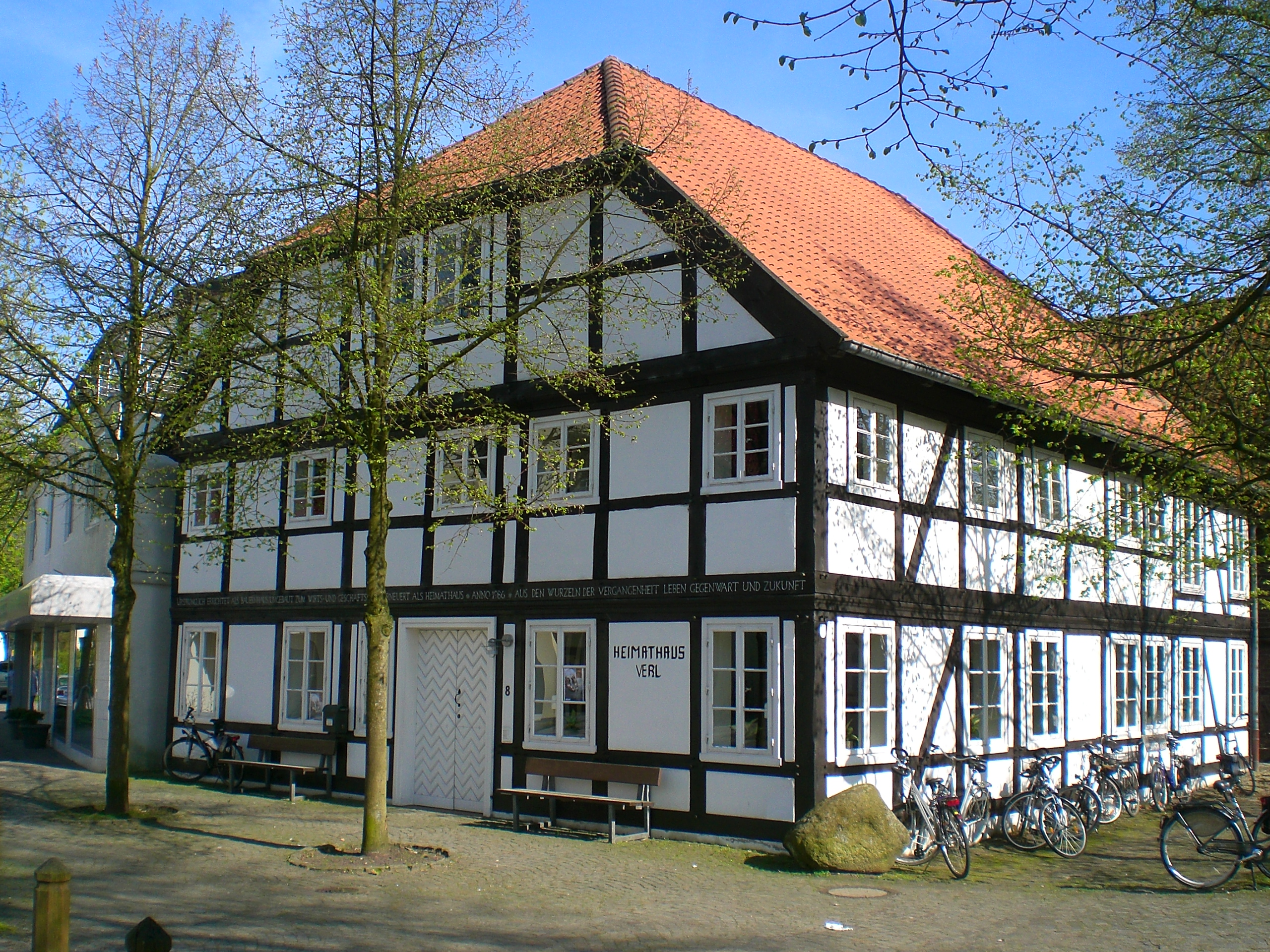
フェルル郷土館

### 博物館・美術館
1986年から市は、フェルル郷土協会e.V. と共同でフェルル郷土館を運営している。ここでは展示の他にフェルルの定住の歴史に関する文化イベントが開催されている。市庁舎にも2008年から美術品の展示を鑑賞することができる。
ビーレフェルトのウニオン・クノプフの経営首脳マンフレート・ドレシェルは、2014年にフェルル・ボタン博物館を設立した。この博物館は、ゼンダー通りの「ホイエルリングハウス」という名前の旧印刷所に入居している。現在でも多機能な20世紀前半の製造機械はフランスのパリ近郊にある小都市アンドヴィルで作られたものである。この機械は廃棄前にドレシェルの熟練専門家によって救い出され、彼らの手によるアルタースプロジェクト（高齢者活用プロジェクト）の一環として多くの専門知識を投入してフェルルで組み立てられた。

### 音楽
フェルルの音楽協会は、オストヴェストファーレン＝ブラスオーケストラ、オストヴェストファーレン青年オーケストラ、学生オーケストラからなり、合わせて160人以上の音楽家が活動している。この協会の設立は1956年である。さらにフェルルにはこの他にオーケストラが存在している。狩猟ホルン隊やフェルル・トロンボーンコーラス（金管アンサンブル）の他に、ヴェストファリア・ビッグ・バンド・ショーオーケストラは本市の外でも有名である。住民たちは単なる娯楽だけでなく、様々なコンサートを開催するために合唱団に参加している。男声合唱団「リーダーターフェル」、ゴスペル合唱団「S(w)inging Voices」、フェルル聖アンナ教区セシリアンコーラスは有名な団体である。

### 建築

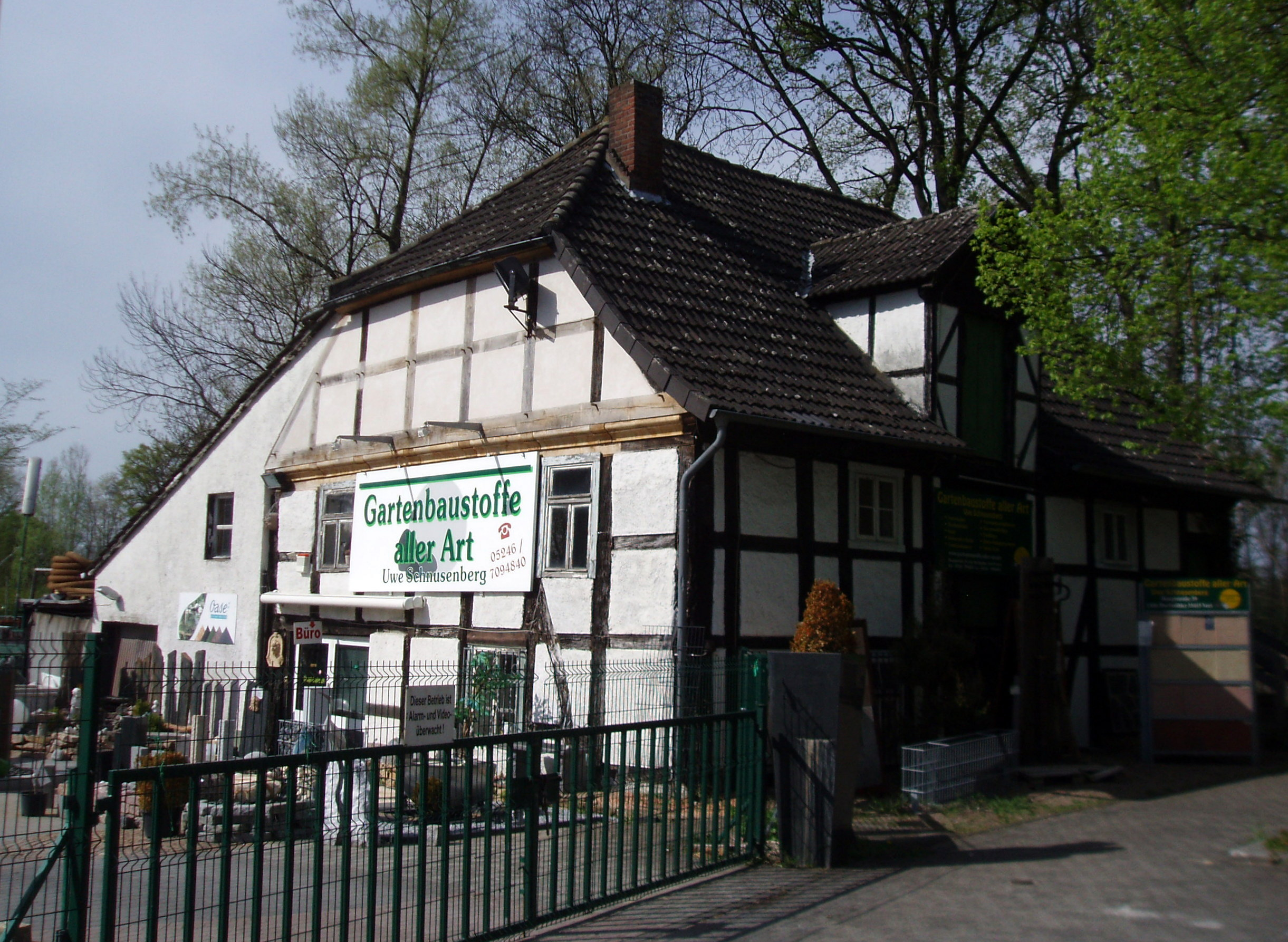
アルテ・ドルフミューレ

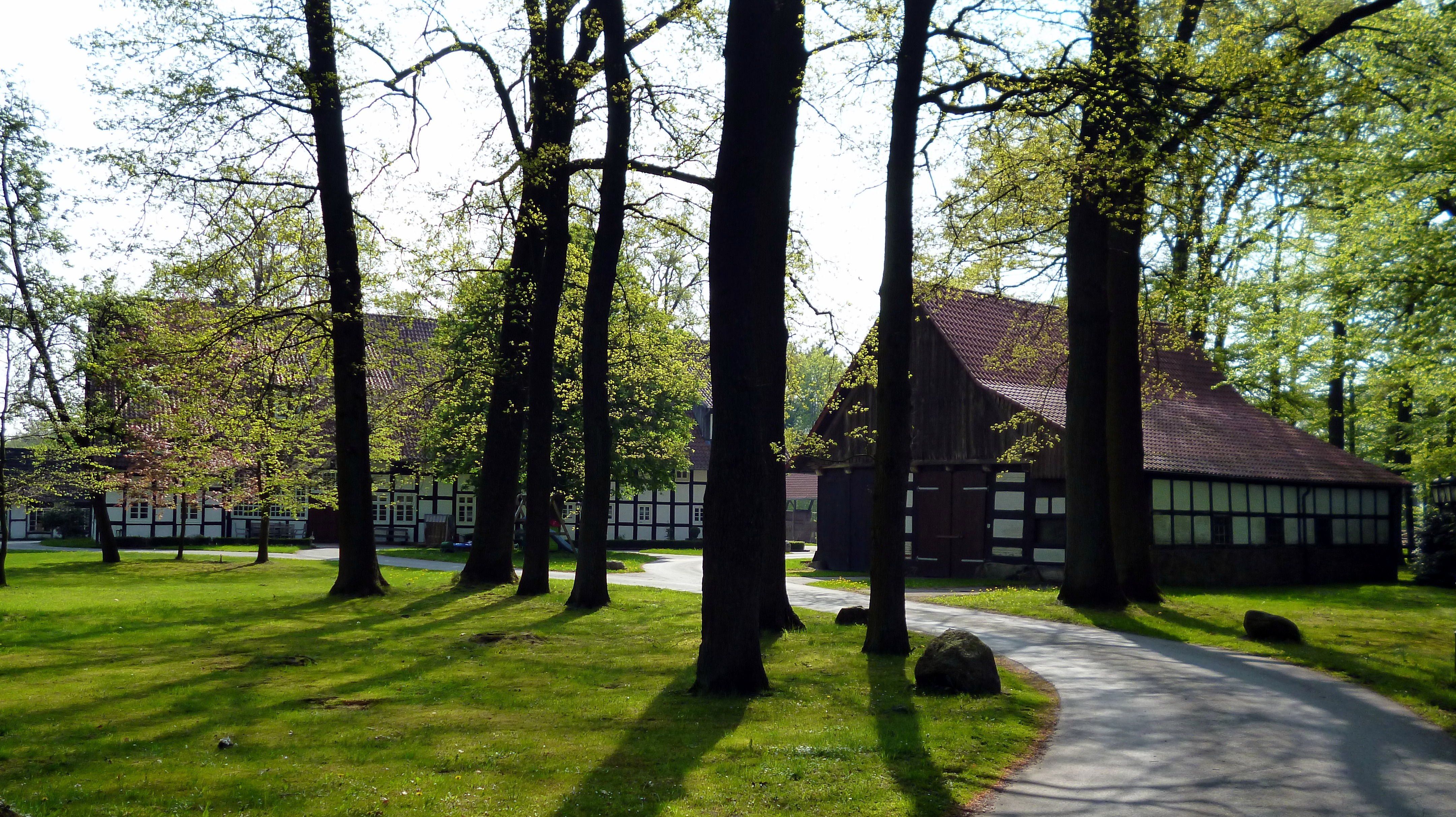
ホーフ・ヨハンリームケ

カトリックの教区教会聖アンナ教会は1792年から1801年にカウニッツ＝リートベルク侯ヴェンツェル・アントンによって建設された。この教会は東塔を持つ古典主義様式による三廊式のハレンキルヒェである。この教会がヴェストファーレンで異色なのは、その建築家に起因する。それはオーストリアの廷臣ヨハン・フェルディナント・ヘッツェンドルフ・フォン・ホーエンベルクで、彼はこの建物の設計をウィーン風にするよう依頼された。
街の中心部には、17世紀から19世紀の木組み建築が何棟か遺っている。ビュールマン通り10番地には1741年に建設されたホイエルリングハウスがある。現在はカフェとして利用されている（カフェ・クリューター）。キルヒプラッツ4番地の木組み建築は18世紀初めに建設された。この建物は19世紀末に表面に漆喰が塗られ、バロックを模したユーゲント・シュティール様式に改造された。1844年からハインリヒ・シュレーダー KG がここで薬草酒やリキュールの製造を行っている。キルヒプラッツ5番地の3階建ての木組み建築は、土間の入り口に1698年の銘を持つ。ただし骨組みの一部はおそらくこれよりも古く、内部の梁には「1586年」の年号が示されている。この建物は現在レストラン（ビュールマンス・ホーフ）として使われている。ゼンダー通り8番地の3階建ての木組み建築は1615年に造営された。1985年に行われた大規模な修復により、腐食した木組み構造の木材が数本交換された。この建物は1986年9月1日にフェルル郷土館として開館した。ハウプト通り15番地の、1800年頃に建てられた半切妻屋根で出窓を持つ建物は、現在、フェルルの図書館として利用されている。この建物には土間に出入りする大きな扉が設けられているが、農業に利用されたという証拠は見つかっていない。
市域の北部に、フェルルで最も古い水車であるアルテ・ドルフミューレがある。ミュンスター州立文書館に所蔵されている1370年の資料に molen to Verlo と記載されているのは、現在のドルフミューレの先代の建物を指している。この半切妻屋根を戴く立派な木組み建築は、その中核部分は1598年にまで遡ることができる。現在の外観は、1819年の修復時のものである。
フェルルの近くには、この地方に典型的な印象深い農場がいくつかある。ミューレン通り1番地のホーフ・ヨハンリームケは現在では珍しいまとまりを見せている。堂々たる主館が1822年建造であるのに対して、羊小屋は1595年に建てられたものである。パン倉庫は1509年に建設された。農場施設としてはこの他に、ミツバチ小屋、数棟の新しい納屋、1888年建造の礼拝堂がある。フェルル＝ボルンホルテのホーフ・ケッテルホイトには、銘によれば1747年に建設された木組み建築の納屋がある。この建物は、フェルル地方に現存する数少ない納屋建築の一つであるが、修復が強く望まれる状態にある。シリングスヴェークのドロステ＝ハウスの近くに、バロック様式のゼッペラー礼拝堂がある。この礼拝堂は1661年に初めて文献に記録されており、中にはこの当時のピエタ像が祀られている。オスト通り154番地のホーフ・ドレッセルハウス本館は、1656年に建造された。
- ビューレマン通り10番地
- キルヒプラッツ5番地
- ゼッペラー礼拝堂

### 記念碑

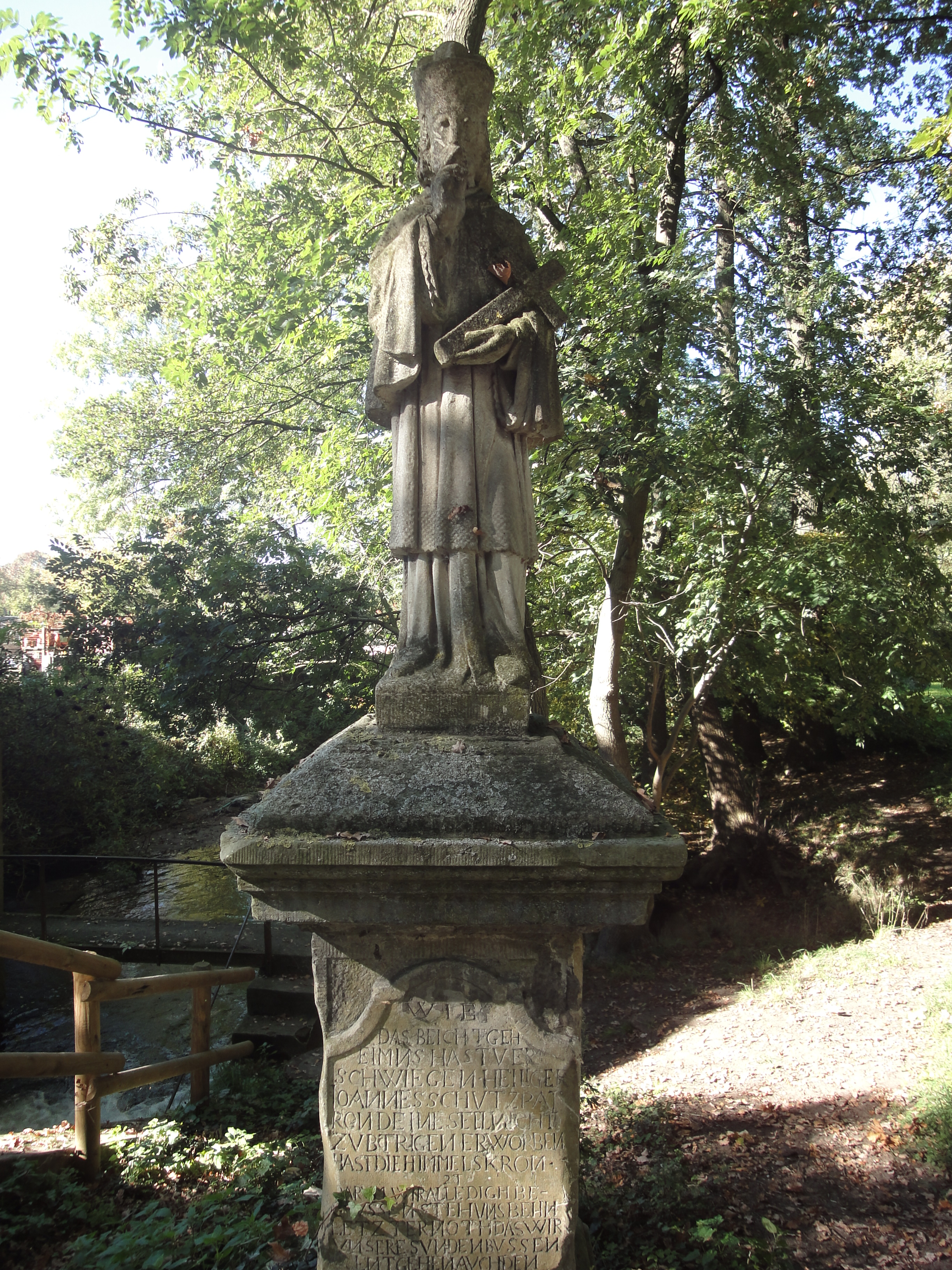
ネポムクの聖ヨハネ立像

ドルフミューレ前のエルバッハ川にかかる橋のたもとにネポムクの聖ヨハネの立像がある。この像は台座の銘にある1752年に創られた最初の像ではなく、ハインツ・ホレンホルストによる新しい作品である。元々の像の制作はリートベルク＝カウニッツ伯による。この伯家は18世紀にネポムクの聖ヨハネをリートベルク伯領の守護聖人とし、ここにその木像を祀らせた。しかしこの像は1920年に破壊され、石像を祀ったのだが、これも1978年に破壊された。これを承けて1980年にネポムク像が新たに制作された。
市内には様々な時代の数多くの祠や十字架がある。現在も新たな建築物にこの種のものが設けられているが、数世紀もの歴史を遡るものもある。最も古いフェルルの祠は1706年に制作されたもので、ボルンホルテのレンスヴェーク沿いにある。現在は19基の祠と8基の十字架が市の記念碑リストに掲載されている。
1914年から1918年の戦没者記念碑がデンクマール広場（記念碑広場）に建っている。この記念碑は、第一次世界大戦の戦没者を記念して1923年に建立された。オベリスクの形状をしており、「1914-1918の世界大戦で亡くなったドイツ存続のための戦没者と栄誉のために」という銘がある。側面にはフェルルから参戦し、戦没した人物の名前が刻まれている。しかし風化によりほとんど判読できない状態にある。デンクマール広場には1939年から1945年の戦没者記念碑もある。この第二次世界大戦の戦没者記念碑は、フェルルの彫刻家ハインツ・ホレンホルストによって1968年11月16日に完成した。いくつにも分断され、十字架型に穿たれた壁で構成されたこの記念碑には1939-1945の銘がある。
ハウプト通りのユダヤ人家族ホープ家の記念碑は、彼らの旧宅の隣に1991年7月4日に建立された。石碑には「ホープ家に捧げる記念碑」とあり、さらにヘブライ語で「平和あれ」と刻まれている。
1995年4月1日にカウニッツのツーム・ゼンネバッハ通りに800人の強制労働者解放を記念したブロンズ製の記念碑が除幕された。
ギムナジウムの校庭でもあるキュールマン広場に、1988年に果実をつけた生命の樹が設置された。これは50年間以上にわたってフェルルの司祭を務めた聖堂参事会員フェルディナント・キュールマンを記念したものである。この像は彫刻家ブルーノ・ブッシュマンによって制作された。
- レンスヴェークの祠
- 第一次世界大戦戦没者記念碑

### 公園

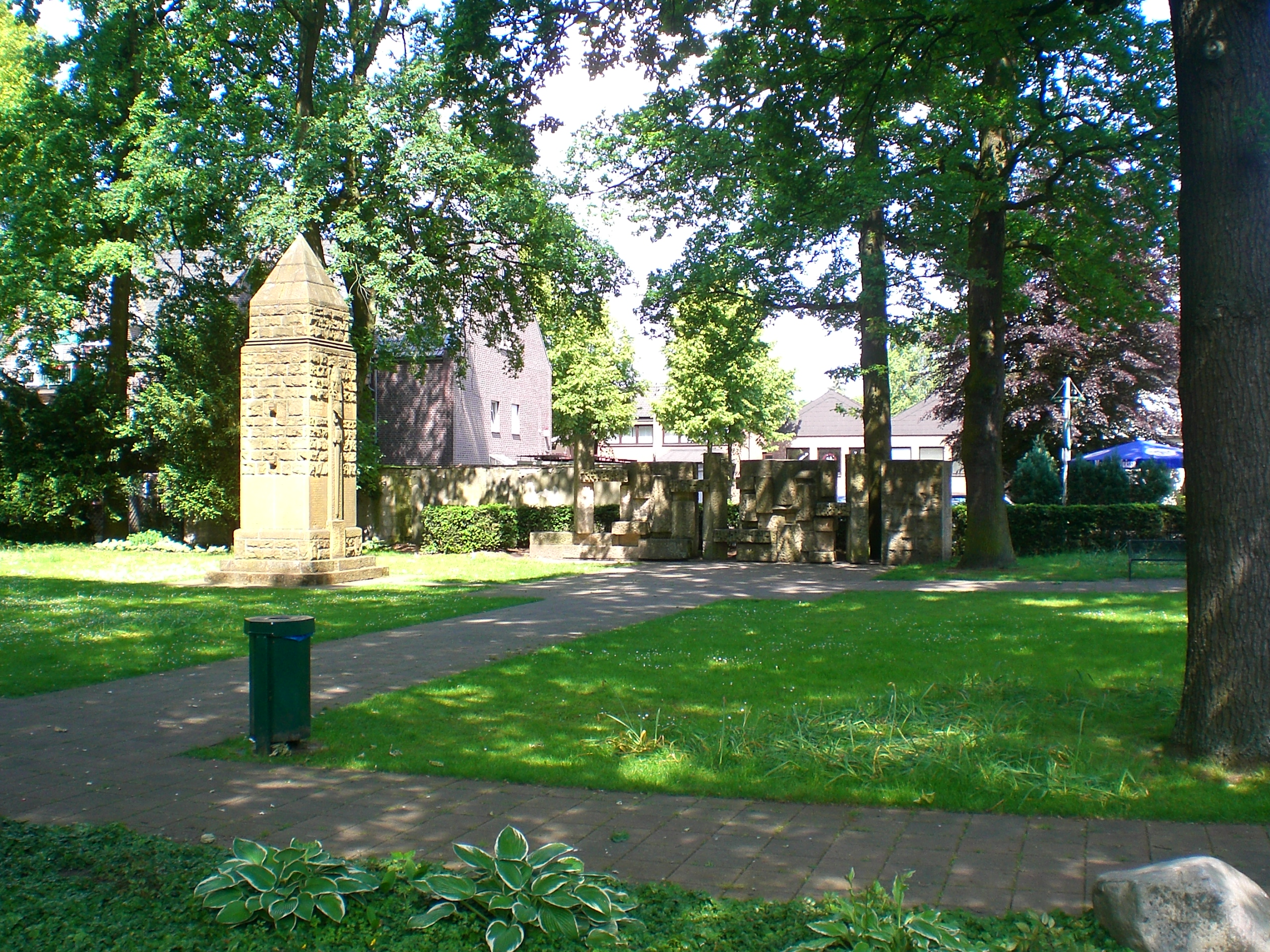
デンクマール広場

市の中心部にある小さな緑地がデンクマール広場（記念碑広場）である。1770年から1873年まで、ここには村の墓地があった。1923年にオベリスク型の第一次世界大戦戦没者記念碑が建立された。1968年には第二次世界大戦の犠牲者のための記念碑が設けられた。2002年にこの広場は新たに造成がなされた。
コンラート＝アデナウアー＝学校センターの芝生地や市の南東部にあるアム・ビュールブッシュの小さな林は、公園類似の場所である。

### 墓地
現在のデンクマール広場にあったかつての村の墓地が廃止されて以後、集落辺縁部の自治体の墓地が埋葬に用いられていた。さらにカウニッツ地区の墓地、あるいは各キリスト教会やジューレンハイデの福音主義教会にも附属墓地がある。
フェルル＝ジューレンハイデ、ビューカースヴェークのユダヤ人小墓地は国家社会主義の時代に荒廃し、戦後に再整備はなされなかった。それ以後この土地は活用されていない。

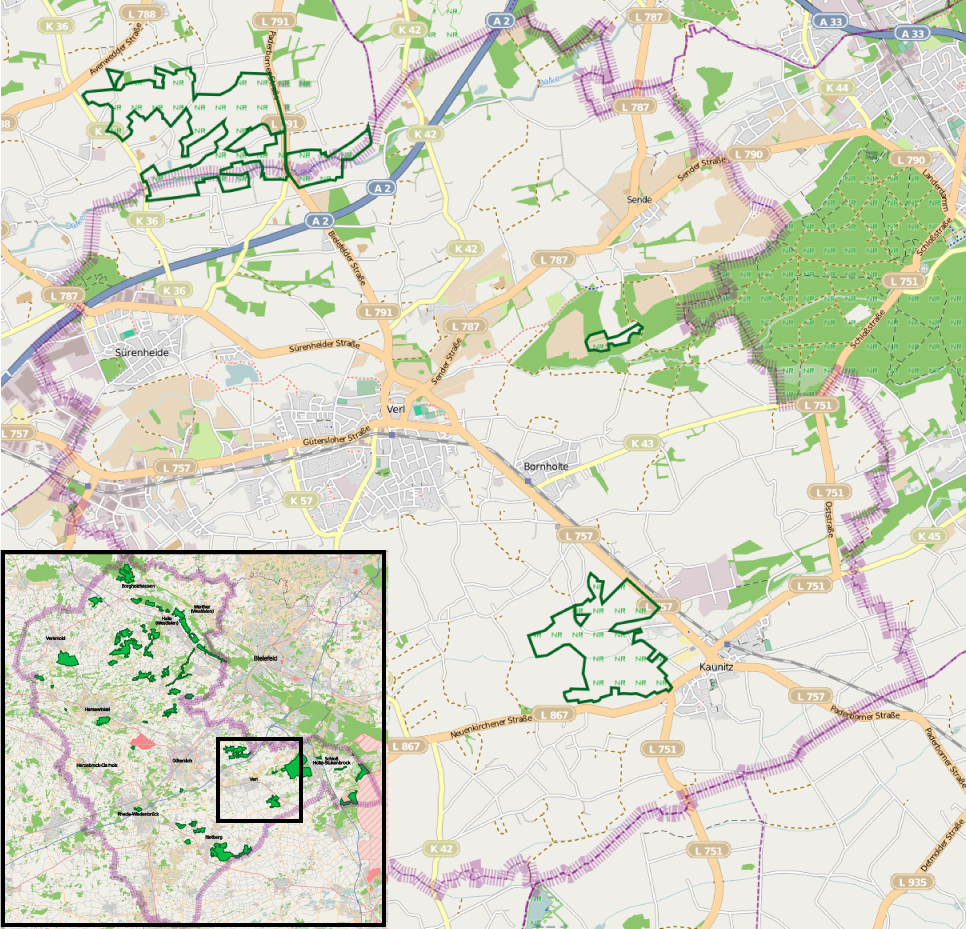
フェルルの自然保護地区

### 自然文化財と自然保護地区
市内で自然文化財に指定されているのが、いわゆるフリーデンスリンデ（平和のボダイジュ）である。この樹はゼンデ集落の外れ、北緯51度54分14秒 東経08度33分04秒 / 北緯51.90389度 東経8.55111度にある。
フェルルには3つの自然保護地区がある。このうち2つは完全に市域に包含されている。グラスメーアヴィーゼンは 131 ha で最大の広さがある。この地区は同時にギュータースロー郡でも広い保護湿地の一つである。この地域は1989年1月26日に保護地区に指定された。カウニッツ地区の南西に位置している。フレッケンハイデ自然保護地区が、フェルル市内に完全に包含されるもう一つの自然保護地区である。これは広さ 10.5 ha で、1989年7月18日に保護指定された。この他 228 ha のグローセ・ヴィーゼ自然保護地区の一部が本市の市域に含まれる。この自然保護区の大きな部分がギュータースロー市に属す。この自然保護区は1994年12月28日に指定されたもので、フェルルの北に位置している。

### スポーツ

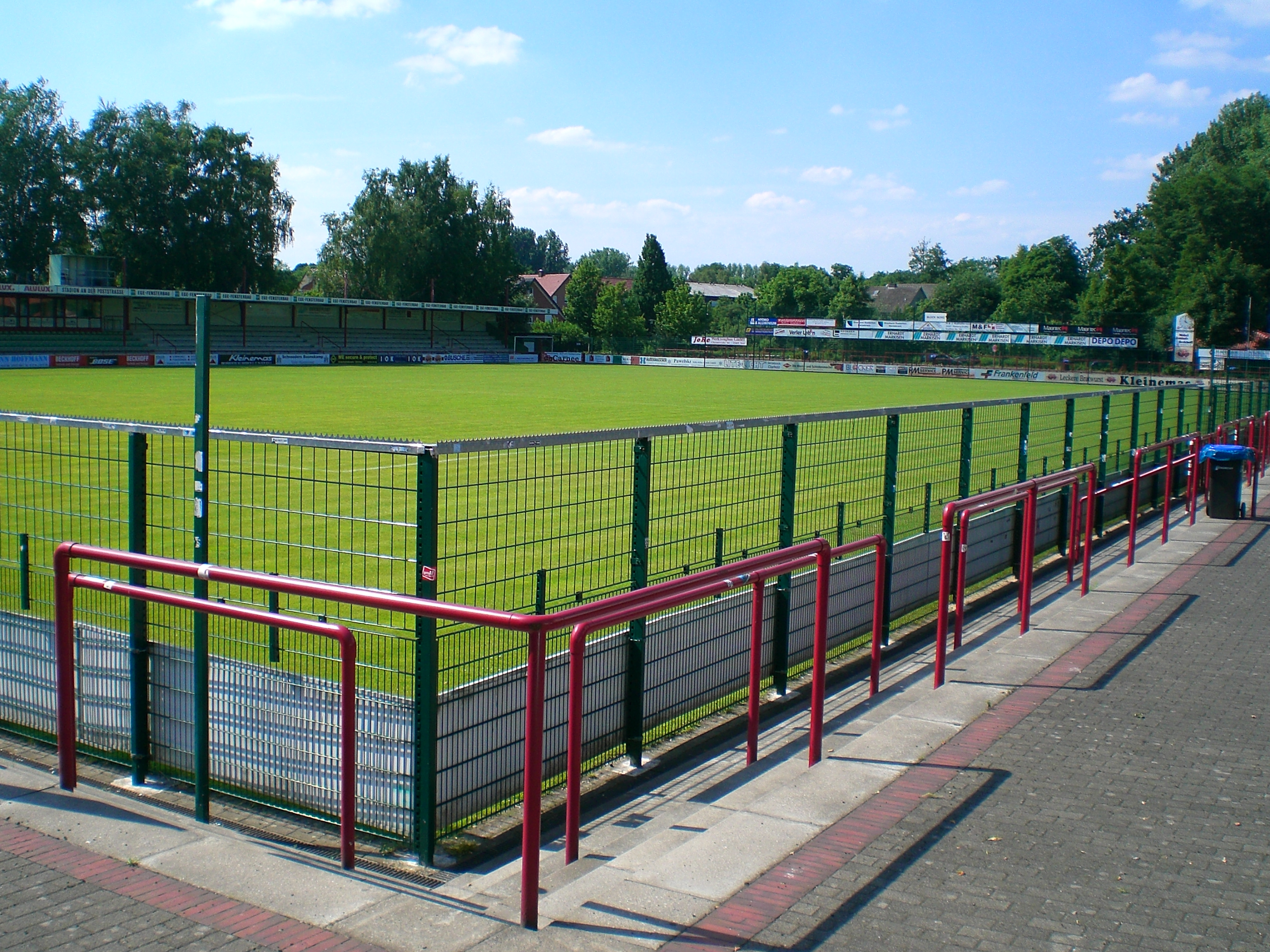
フェルルのサッカースタジアム「シュターディオン・アム・ポストシュトラーセ」

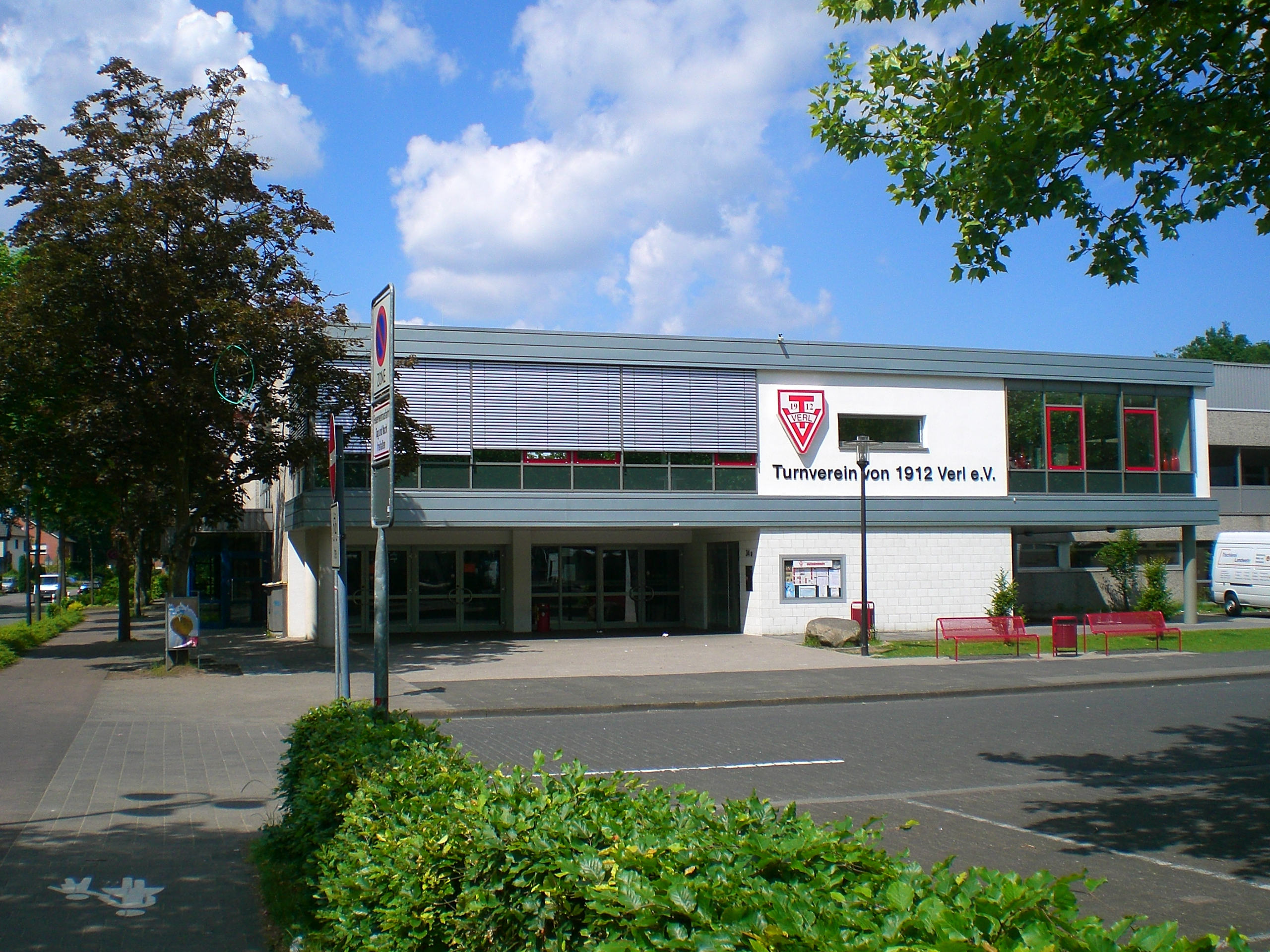
コンラート＝アデナウアー学校センターの体育館

スポーツクラブ・フェルル 1924 e.V.（SCフェルル）は、サッカー＝レギオナルリーガ・ヴェストでプレイしており、フェルルで最も有名なスポーツクラブである。最も会員数の多いスポーツクラブは、トゥルンフェライン・フォン 1921 フェルル e.V.（TVフェルル）である。このクラブのハンドボール女子チームはオーバーリーガ（ヴェストファーレン）で、男子チームはハンドボール＝フェアバンツリーガでプレイしており、この他に合気道、柔道、バドミントン、新体操、フェルカーバル、バレーボールを楽しむことができる。ベースボールフェライン・フェルル/ギュータースロー・ヤークスは、NRWリーガでプレイしている。
ドイツ人命救助協会の地区グループは、優良な青少年活動、特に「グリューネ・バント」により、連邦レベルの賞を受賞している。これはクラブ内における模範的な能力開発に対して与えられる賞である。
市の4つの射撃協会はそれぞれ異なる射撃クラブを運営している。フェルルには12の伝書鳩飼育クラブと3つの純血家禽類飼育クラブがある。トラクター・プリング・チーム・フェルル e.V. はドイツおよびヨーロッパのトラクタープリングで成功を収めている。このクラブは様々なクラスで何度もドイツチャンピオンとなっており、2003年にはヨーロッパの準チャンピオンとなった。モータースポーツでは、もう一つモーター＝スポーツ＝クラブ・フェルルがある。この他には乗馬クラブ RV フェルルやフェルル・チェス愛好会などがある。
SC フェルルはフェルルのサッカースタジアムで試合を行っている。このスタジアムは 5,000人を収容でき、シュターディオン・アム・ポストシュトラーセという名称である。これはサッカーグラウンド、野球場およびバスケットボールコートを持つスポーツセンター、インラインスケート場、シクロクロスコース、クロスカントリーコースとつながっている。テニスクラブは市内に分散した3つのテニスコートを運営している。
コンラート＝アデナウアー学校センターには学校教育用水泳プールの他に体育館があり、地元の学校の児童・生徒だけでなく、トゥルンフェライン・フェルルやそのハンドボールチームが利用している。この体育館では、女子ハンドボールのドイツ代表チームとオランダ代表チームとの国際試合が行われた。
この他に、市内には体育館、屋外プール、点在している約20か所のサッカー場がある。

### 年中行事
ホビーマルクトは、主催者によればドイツ最大級の動物・古道具市であり、例外的に店が開いている毎月第1土曜日の5時から14時まで、カウニッツ地区のオストヴェストファーレンハレで開催される。マーケットの期間中、このホール周辺には様々な種類の商品を売る出店や、軽飲食のスタンドが並ぶ。ホール自体の中には家禽や Ziergeflügel、ペット用鳥類、カイウサギ、イヌ、ハムスターをはじめとするさまざまな小動物が販売さる。外の敷地ではさらにロバ、ウマ、ヤギなどが販売される。このホビーマルクトは1966年から開催されており、毎回15,000人近い人が訪れる。
1月にはフェルル音楽協会の新年演奏会が開催される。フェルル本課程学校の講堂で音楽協会に属す3つのブラスオーケストラがマーチ、ポルカ、サンバ、映画音楽やミュージカルのヒット曲を毎年演奏している。1970年からコルピング・テアター・フェルルが演劇作品を上演している。春には、実科学校の講堂が2週間、小劇場として使われる。復活祭にはフェルルでも、広い地域で普及している炎の伝統に従い、数多くの「復活祭の炎」が行われる。
夏には毎年、オストヴェストファーレンハレおよびその周辺でカントリーフェスティバル「トルッカー＝トレフ」が開催され、トム・アスターやトルック・シュトップといったミュージシャンが出演する。6月の最終週末には毎年トラクタープリングのドイツチャンピオン大会が開催される。主催者は地元のイソトフ＝チームで、彼ら自身も2台のスポーツ・トラクターをスタートに送り出している。9月の第1週末には伝統的な教会祭「フェルラー・レーベン」が開催される。街の中心部では多くの通りや広場でストリートパフォーマンスが行われる。この祭りは日曜日の夜の伝統的な花火で公式には終幕となる。
アドベントの間にフェルルでクリスマスマーケットが開かれる。中心部の聖アンナ教会付近がその会場となる。

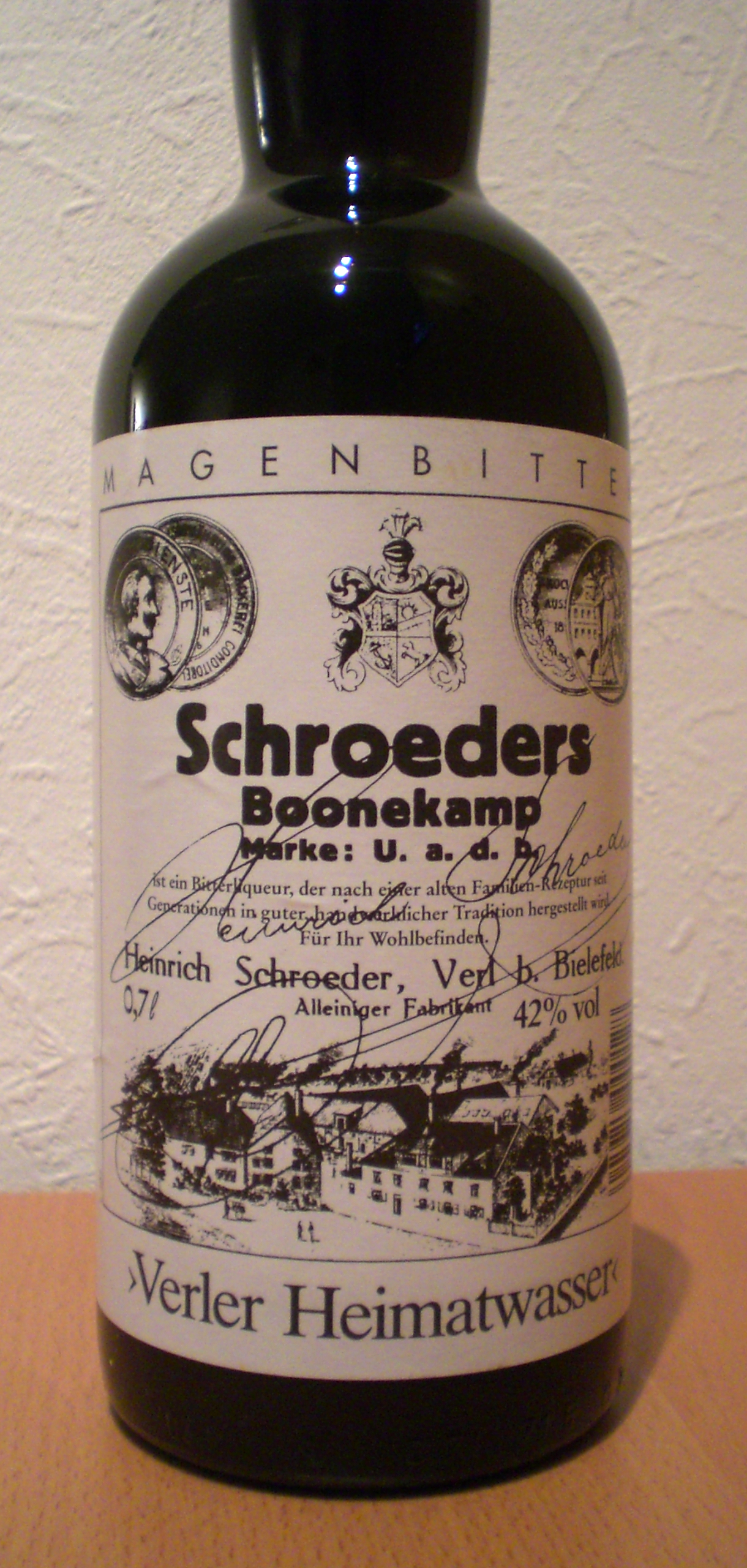
シュレーダース・ボーネカンプ

### 名物料理・食材
フェルルでは伝統的に栄養価の高いヴェストファーレン料理が食されている。この他にパンケーキの一種であるピッケルトも普及している。名物飲料が健胃薬草酒「シュレーダース・ボーネカンプ」である。これはこの町と緊密に関連しているため、「フェルルの故郷の水」とも呼ばれる。

## 経済と社会資本
フェルル周辺地域で最初の大企業は、ホルター製鉄所であった。この会社は、騎士領所有者フリードリヒ・ルートヴィヒ・タンゲ・ツー・ニーダーバルクハウゼンによって設立され、1842年に操業を開始した。19世紀末まで、この会社の他は、主に木工業や食肉加工業の手工業者とレンガ工場があるだけであった。
本市は現在、ノビリア（キッチン・キャビネット製造）、ベッコフ＝グループ（電子機器製造・販売）、テッケントルプ（金属加工業）、ヘロアル（金属加工業）といった国際的に活動する企業のおかげで強い経済力を有している。フェルルの経済は強力な中産階級を有している。これは社会保障支払い義務のある労働者数にも反映されている。
フェルルは、ギュータースロー郡で営業税が最も低い。営業税賦課率は 340 % で、ギュータースロー郡平均よりも 51 % 程度低い。土地税の賦課率は 265 % と定められている。この結果、2014年現在のこの街の住民1人あたりの営業税収入は 1,333ユーロ/人で、ハレ（2,145ユーロ/人）に次いで郡内で2位である。また、フェルルの2014年現在の購買力指数は 103.7 で、ギュータースロー郡でシュタインハーゲン (104.6) に次いで2番目に高い購買力を有している。

### 通勤者出納
本市の経済力は通勤に関する統計値にも現れている。毎日多くの通勤者が他市町村から本市に通勤しており（10,184人/日）、その数は本市から他市町村への通勤者（6,558人/日）よりも多い。2014年6月30日の通勤者出納は 3,626人である。
以下の表は、近隣5都市の通勤者出納値を示している（2014年6月30日現在）
| 都市                                     | 市外への通勤者 | 市外からの通勤者 | 通勤者出納 |
| ---------------------------------------- | -------------- | ---------------- | ---------- |
| ギュータースロー                         | 16,311         | 28,954           | 12,643     |
| ビーレフェルト                           | 33,077         | 60,213           | 27,136     |
| リートベルク                             | 7,046          | 6,766            | -280       |
| レーダ＝ヴィーデンブリュック             | 11,069         | 10,774           | -295       |
| シュロス・ホルテ＝シュトゥーケンブロック | 6,954          | 5,252            | -1,702     |

### 労働市場
2004年のフェルルには人口 1,000人あたり 574.5人の社会保険支払い義務のある労働者がおり、州全体の平均 472.9よりもかなり高い値である。2014年6月30日現在の社会保険支払い義務のある労働者数は 13,799人である。
2014年6月30日現在、労働者の多く、64.3 % が製造業に従事している。これは州全体の平均 28.2 % よりもかなり高い。商業、接客業、交通、流通業が 17.0 %、その他のサービス業が 18.0 %、農林漁業従事者は 0.7 % である。
2008年12月31日現在のフェルルの失業者数は 498人である。

### 交通

#### 道路
市内を連邦アウトバーン A2号線が通っている。フェルルはギュータースロー・インターチェンジから約 6 km である。連邦アウトバーン A33号線は、約 10 km 離れたビーレフェルト＝ゼンネおよびシュロス・ホルテ＝シュトゥーケンブロックのインターチェンジ、あるいは約 18 km 離れたヘーフェルホーフのインターチェンジからアクセス可能である。

#### 鉄道およびバス

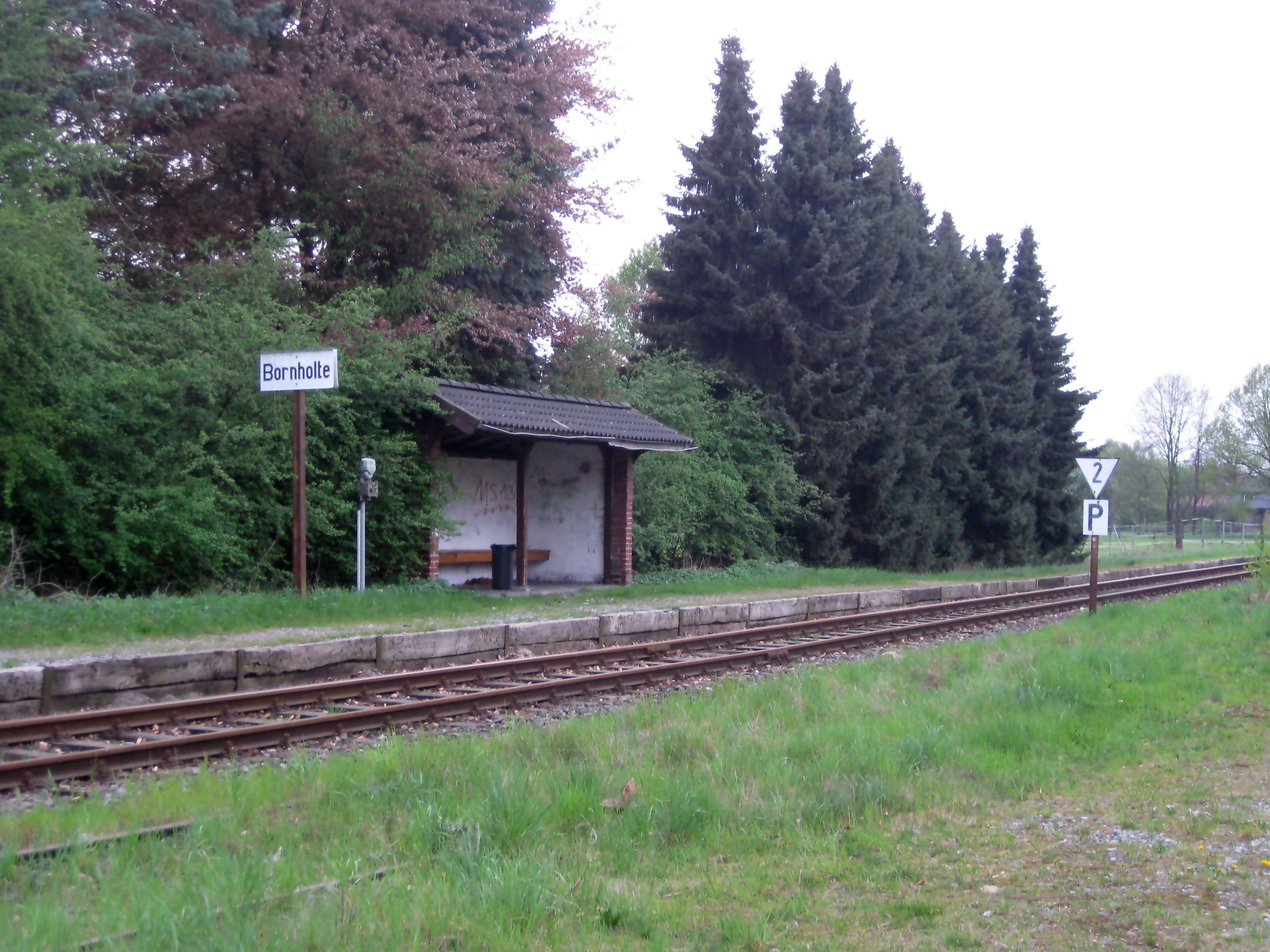
廃止されたボルンホルテ駅跡

トイトブルガー・ヴァルト鉄道会社 (TWE) のローカル線ギュータースロー - フェルル - カウニッツ - ヘーフェルホーフ線が市内を通っている。この路線は1903年に設けられたが、1978年以降は貨物輸送と保存鉄道だけが利用している。このためフェルル駅はすでに何年も前に閉鎖され、営業していない。この路線沿いの、ファーレンゼル、ボルンホルテ、カウニッツの各駅も旅客運行に使われていない。約 10 km 離れたギュータースローの駅や約 20 km 離れたビーレフェルトの駅から鉄道が連邦各地につながっている。
かなり以前から TWE の旅客運行再開が検討されている。ギュータースロー、ハルゼヴィンケル、フェルルおよびギュータースロー郡で営業コストの経済負担を行うことが決定されている。旅客運行再開の最終決定と再開期日（2016年12月を目標としている）は、州レベルでの決定がまだなされていない状態である。
フェルルは、近隣のギュータースロー、ヘーフェルホーフ、シュロス・ホルテ＝シュトゥーケンブロック、ビーレフェルトの各市とバス路線で結ばれている。これらの公共旅客交通には、「デア・ゼクサー」運賃連合（OWL交通 GmbH）および NRW運賃が適用される。ただしヘーフェルホーフへ行く場合はパーダーボルン＝ヘクスター近郊交通連盟への越境料金が適用される。

#### 徒歩・自転車
フランスのブローニュ＝シュル＝メールからロシアのサンクト・ペテルブルクに至る全長 3,500 km の欧州自転車道 R1号線がギュータースローからシュロス・ホルテ＝シュトゥーケンブロックへ抜ける過程でフェルル市内を通っている。オスナブリュックからパーダーボルンに至る全長 160 km のバーンラートルート・トイト＝ゼンネも本市を通っている。
さらに歴史的な農場、ゼンネ、エムス川源流、さらには旧リートベルク伯領を巡るサイクリングツアーがある。シュタインホルスター・ベッケンへの遊歩道がエルバッハ沿いに、あるいはジューレンハイデ内を通っている。郷土協会はこのツアーを開催してもいる。

#### 航空
隣接する市町村には交通飛行場は存在しない。最寄りの空港はパーダーボルン/リップシュタット空港である。この空港は約 30 km 離れており、アウトバーン A33号線で行くことができる。A2号線を使うとドルトムント（約 95 km）やハノーファー（約 130 km）の国際空港に行くこともできる。

### メディア
フェルルでは3つの日刊紙が刊行されている。エルデの「ディー・グロッケ」、ビーレフェルトの「ノイエ・ヴェストフェリシェ」および「ヴェストファーレン＝ブラット」である。3紙ともに本市向けの地方面を有している。さらにヴェストファーレン＝ブラットとノイエ・ヴェストフェリシェはこの街の地方編集局を有している。この他に「フェルラー・レーベン」と「フェルラー・マガツィーン」の2つのコマーシャルペーパーがある。両紙は無料で、家庭のポストや小売店で配布されている。
フェルルは西部ドイツ放送 (WDR) のビーレフェルト地方スタジオのサービス提供地域に属している。また、ローカルラジオ局ラジオ・ギュータースローの放送エリアでもある。

### 公共機関

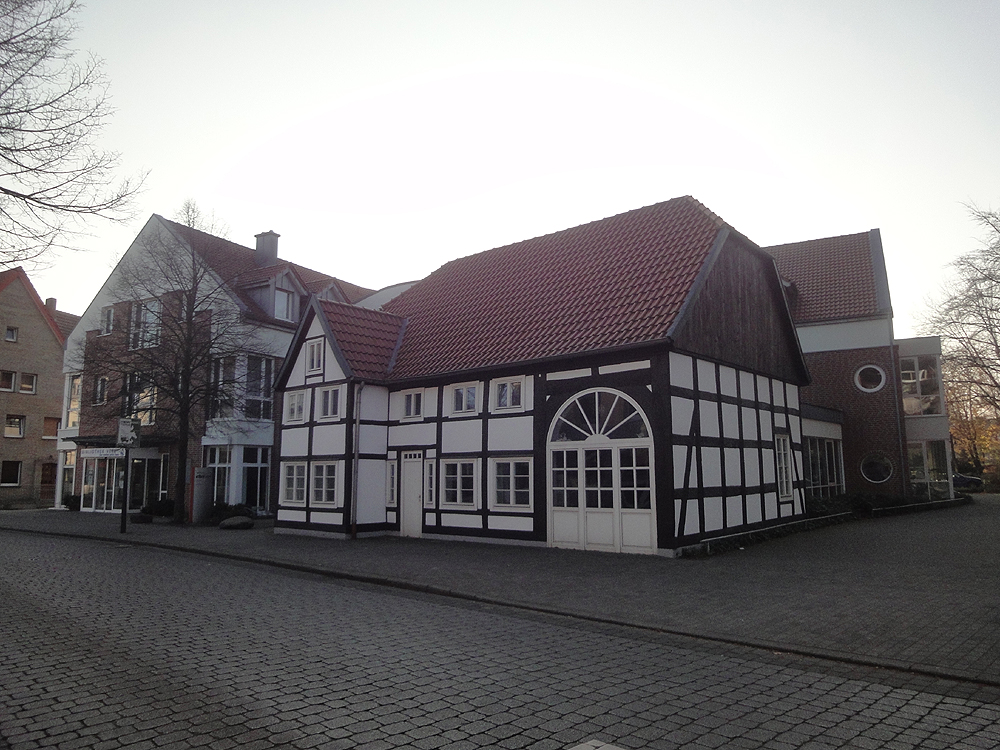
図書館が入居するハウプト通り15番地の建物

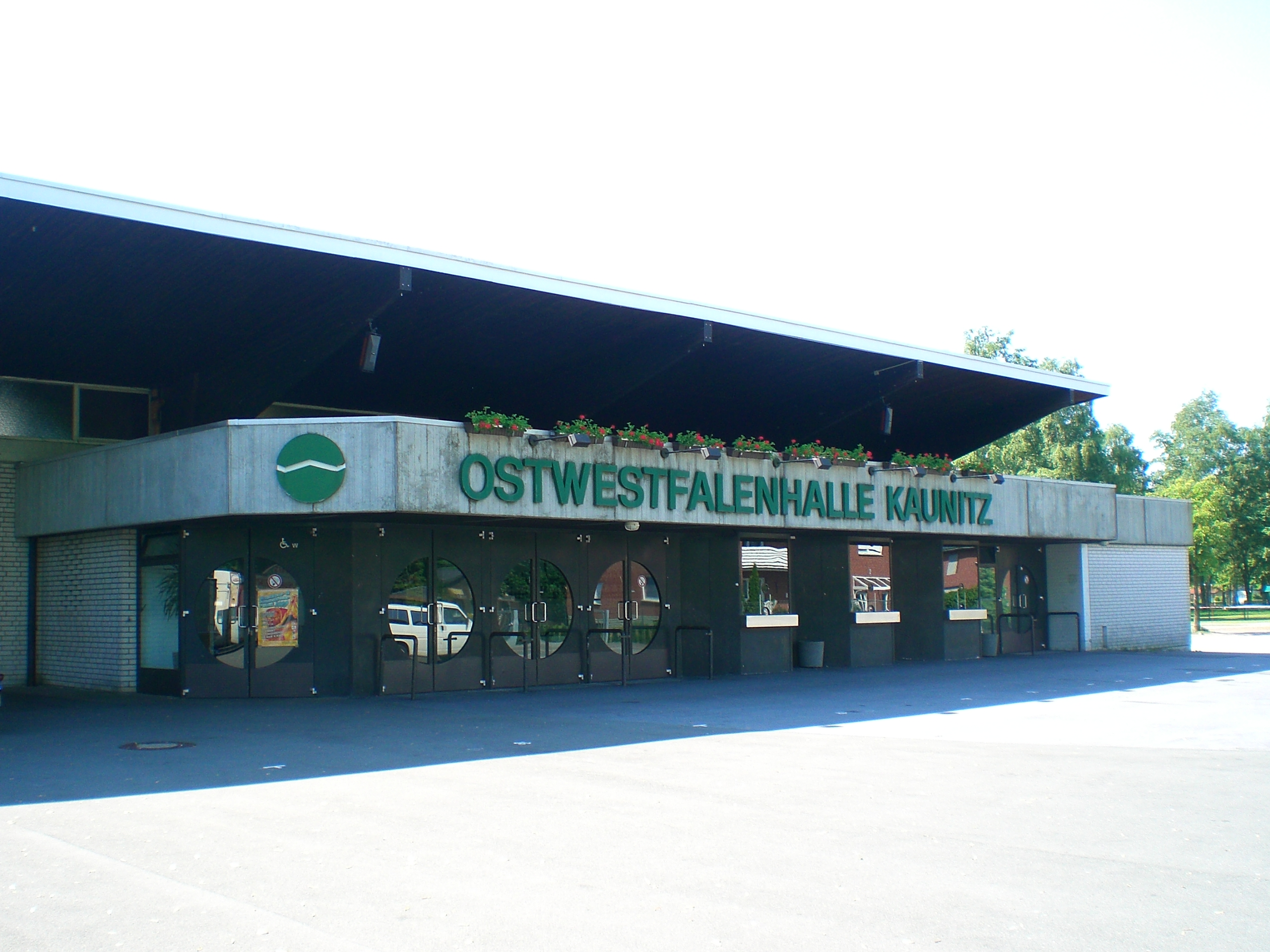
オストヴェストファーレンハレ

2008年に1年間の改修を経て再オープンした市庁舎は、市長の執務室の他に、すべての市民の中心的な行政窓口である。2008年7月以降、ここに自動車登録センターが設けられた。
フェルル消防団は市内の火災防止と救命のために設立され、フェルル地区とカウニッツ地区の2つの消防隊を有している。カウニッツ消防隊は1910年8月8日に創設され、約50人の消防隊員を有している。一方、フェルル消防隊は1913年7月6日に創設され、2007年12月現在74人の消防隊員を有している。ジューレンハイデ地区では2014年にフェルル消防隊の消防グループが創設された。ジューレンハイデとフェルル西産業地域はギュータースロー消防団のシュペックサルト消防隊の支援を受けている。これに関してフェルル市とギュータースロー市との間で公的・法的な共同協定が結ばれた。消防署の地理的な位置関係からシュペックサルト消防隊はフェルルの上記地区や産業地域に速やかに出動できるためである。
フェルルの図書館は、2008年に図書館インデックス (BIX) でノルトライン＝ヴェストファーレン州の規模別クラス（人口15,000人から30,000人）の第1位に選ばれた。これが7度目の栄誉であった。連邦レベルでは同規模の市町村からの 39館の図書館中第12位であった。
フェルル屋外プールには毎年夏に何千人もの客が訪れる。50 m のスイミングプール、流水コース、10 m 飛び込み台の他、ビーチバレーコートやビーチハンドボールコートがある。学校センターの屋内プールも市の公共施設であり、住民の使用に供されている。
フェルル郷土協会が運営する郷土館では様々な種類の文化イベントが開催されている。セミナー、朗読会、小演奏会の他に展覧会も開かれる。
1966年に完成したカウニッツ地区のオストヴェストファーレンハレも本市の公共施設の一つである。このホールは、1976年までは「グロースマルクト・カウニッツ」目的連合によって運営されていた。元々は卵と家禽の大規模な屋内市場として使われていた。このため地元では「アイアーハレ」（直訳すると「卵ホール」）と呼ばれている。現在は、ホビーマルクトの他に、年間を通して数多くのイベントが開催されている。
フェルル＝ゼンデ汚水処理場は、市が近隣のエルリングハウゼン、ビーレフェルト、シュロス・ホルテ＝シュトゥーケンブロックと共同で運営している。その処理能力は年間約100万 m3 である。これに加えてフェルル西汚水処理場もある。この施設の処理能力は 2,165,151 m3 である。

### 教育

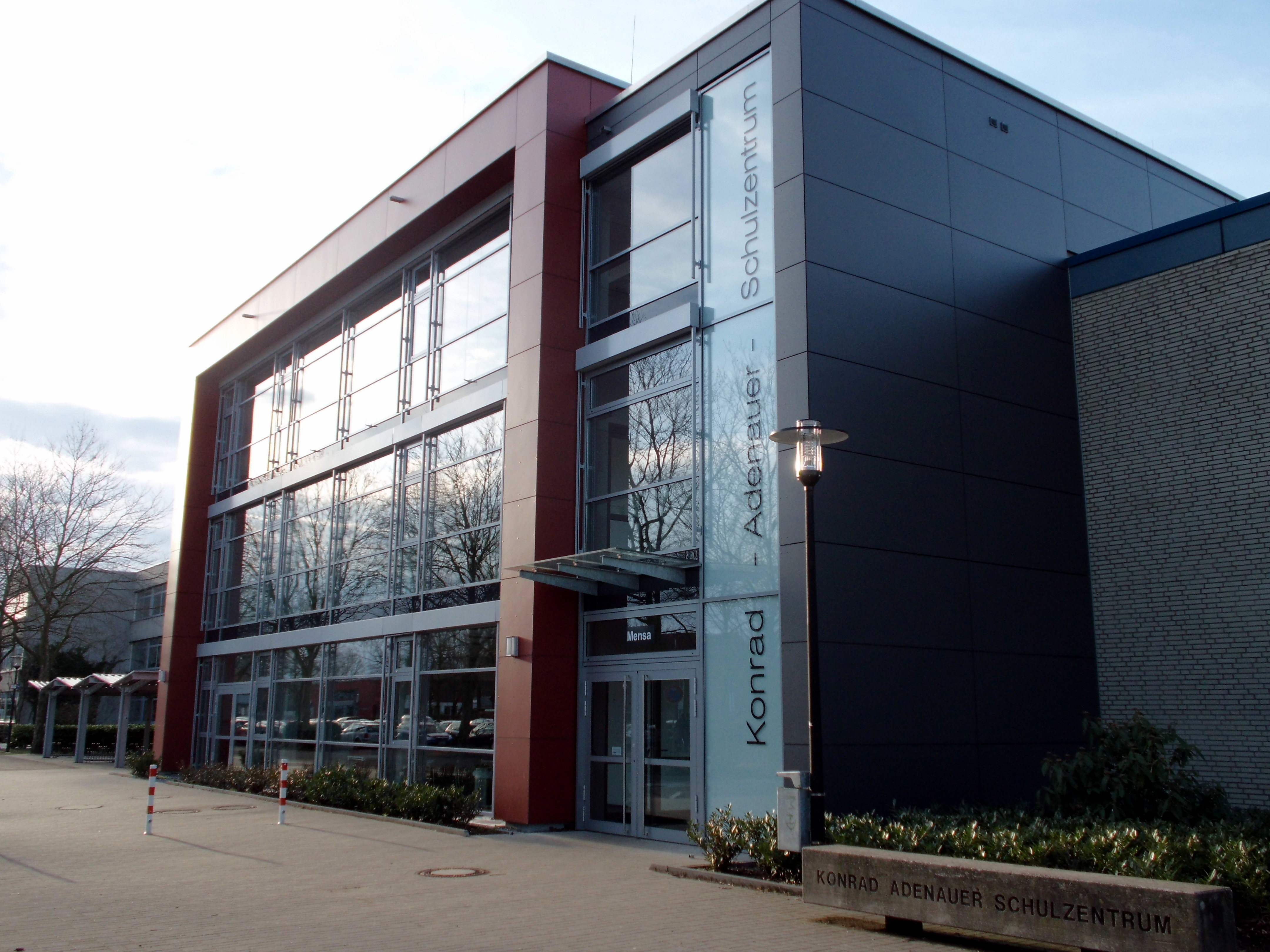
コンラート＝アデナウアー学校センターのメンザ

1964年に設立された実科学校は1966年になって初めて新しい校舎を得た。この学校は、市の中心に位置するコンラート＝アデナウアー学校センターの基礎となった。4校の上級学校（ギムナジウム、実科学校、本課程学校、および後者2校が合併して設立される総合学校）の他に、基礎課程学校の「マリエンシューレ」もこの学校センターに属している。2009年11月に学校センターにメンザも設けられた。毎日約 1,500人の児童・生徒がこのメンザを利用している。
総合学校設立のために、2013/2014年、本課程学校と実科学校には新たな生徒が入学さしなかった。
1973年に本課程学校が完成したことを契機に、この学校センターはコンラート・アデナウアーにちなんで命名された。1977年にギムナジウムが完成したことで、コンラート＝アデナウアー学校センターが完成した。
2015年10月1日現在の上級学校4校の在校者数は合わせて 2,031人である。内訳は本課程学校 128人、実科学校 383人、ギムナジウム 1,007人、総合学校 513人である。
この他に基礎課程学校が4校ある。フェルル地区の基礎課程学校アム・ビュールブッシュ（317人）、カトリックのマリエンシューレ（258人）、カウニッツ地区のカウニッツ＝ボルンホルテ基礎課程学校（221人）、ジューレンハイデ地区のカトリックの聖ゲオルク＝シューレ（166人）である。
フェルルは、リートベルク市と共同でマルティンシューレ＝リートベルク＝フェルルを運営している。この学校は、「学習および情動的・社会的発達」を重点とした養護学校である。この学校はリートベルクの管轄地域にあるが、リートベルク＝フェルル学校連合の枠組みで運営されており、228人の生徒が在籍している。

#### ギムナジウム・フェルル

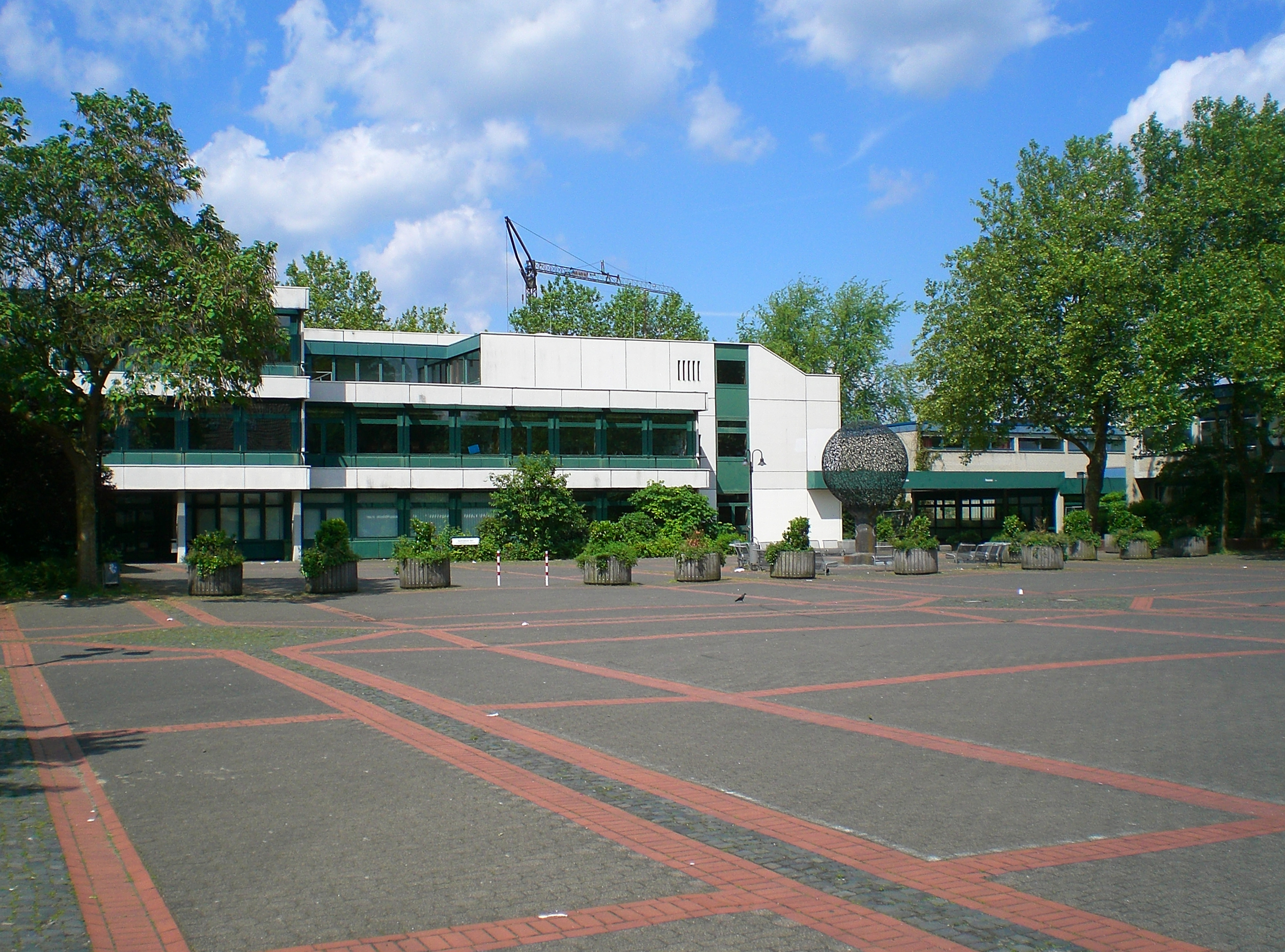
ギムナジウム・フェルルの外観（2009年）

1974年4月8日の町議会決議に基づきフェルルにギムナジウムが建設され、1977年/78年の学年から 5学年 88人の生徒に対して 9人の教員で授業が開始された。1979年/80年の学年に第2期工事が完成し、4年後に上階部分が完成した。1993年にはコンピューター室が増築され、1999年にはさらに新しい建築部分が増設された。
この学校はフーコーの振り子で有名である。地域を超えて有名なフェルルの振り子は、周辺地域からの学校見学の目玉になっている。この振り子は学校の中心のロビーに設置されていたのだが、増改築のため一時的に取り外されている。2つの階を貫いており、最上階の天井に固定されている。下のロビーでは適切に設えられた平面の上方で球体が揺れている。
ギムナジウムの増築の過程で多くの小建築が敷地内に設けられ、やがて教室として用いられるようになった。建物の改造に加えて、東側への増築もなされた。増築は2014年に完了し、6月14日に開館した。

### 地元企業
ヨーロッパ最大級のシステムキッチン製造業者のノビリア社は、この街に本社を置いている。この会社は約 2,800人の従業員を雇用し、2つの工場（フェルル＝ジューレンハイデとフェルル＝カウニッツ）で1日に約2,870台のシステムキッチンを生産している。ノビリアはフェルル最大の雇用主である。
フェルルにあるベックホフ＝グループは、この街最大の電気専門店で、ノルトライン＝ヴェストファーレン州で最大のビルサービステクノロジー企業の一つであり、オートメーション技術の分野で数多くの国際的に活動する子会社を有している。この企業グループは世界中で2,900人の従業員を擁し（2015年11月現在）、その多くがこの街で働いている。
金属製門扉のヨーロッパ最大の製造業者がテッケントループ社である。ドイツに15の支社を構え、世界中で 850人以上を雇用している。その本部がフェルル＝ジューレンハイデにある。
アルミニウム製品の製造業者ヘロアル社がフェルルにある。この会社は所在地のフェルルと隣町のヘーフェルホーフに 800人以上の従業員がいる。
もう一つのアルミニウム加工業者にアルルクス社がある。この会社は約 280人を雇用しており、この街に本社を置いている。アルルクス社は、2012年4月からアイルランドのCRHの一部となった
クライネマス社は、フェルルの有名な食肉・ソーセージ加工業者である。この会社の従業員数は約250人である。
ニューシング社もフェルルにある大きな企業の一つである。ニューシングは建築用金具のリーディングカンパニーであり、ドイツ国内に10の支社を有している。
フェルルの企業ヘルマン・ボック社は介護用品の製造業者である。重点は健康ベッドや寝具の開発・製造である。製造業者のデータバンク「ドイツ経済のABC」によれば、2014年現在この会社は120人の従業員を擁し、売上高は2200万ユーロである。
農業用機械製造のケッカーリング社は、鋤なし耕耘機に特化した農業機械メーカーでこの街に本社を置いている。
スペインの電話グループ、テレフォニカのドイツ子会社はフェルルに重要な拠点を置いていた。2010年春に完成した新社屋に入居したにもかかわらず、2011年9月に閉鎖された。
ベルテルスマン・フィナンシャル・サービスは、世界的に活動するメディアグループのベルテルスマンがこの街で経営している。多くのフェルル市民がギュータースローに本部を置くこの企業グループの様々な部署で働いている。

## 人物

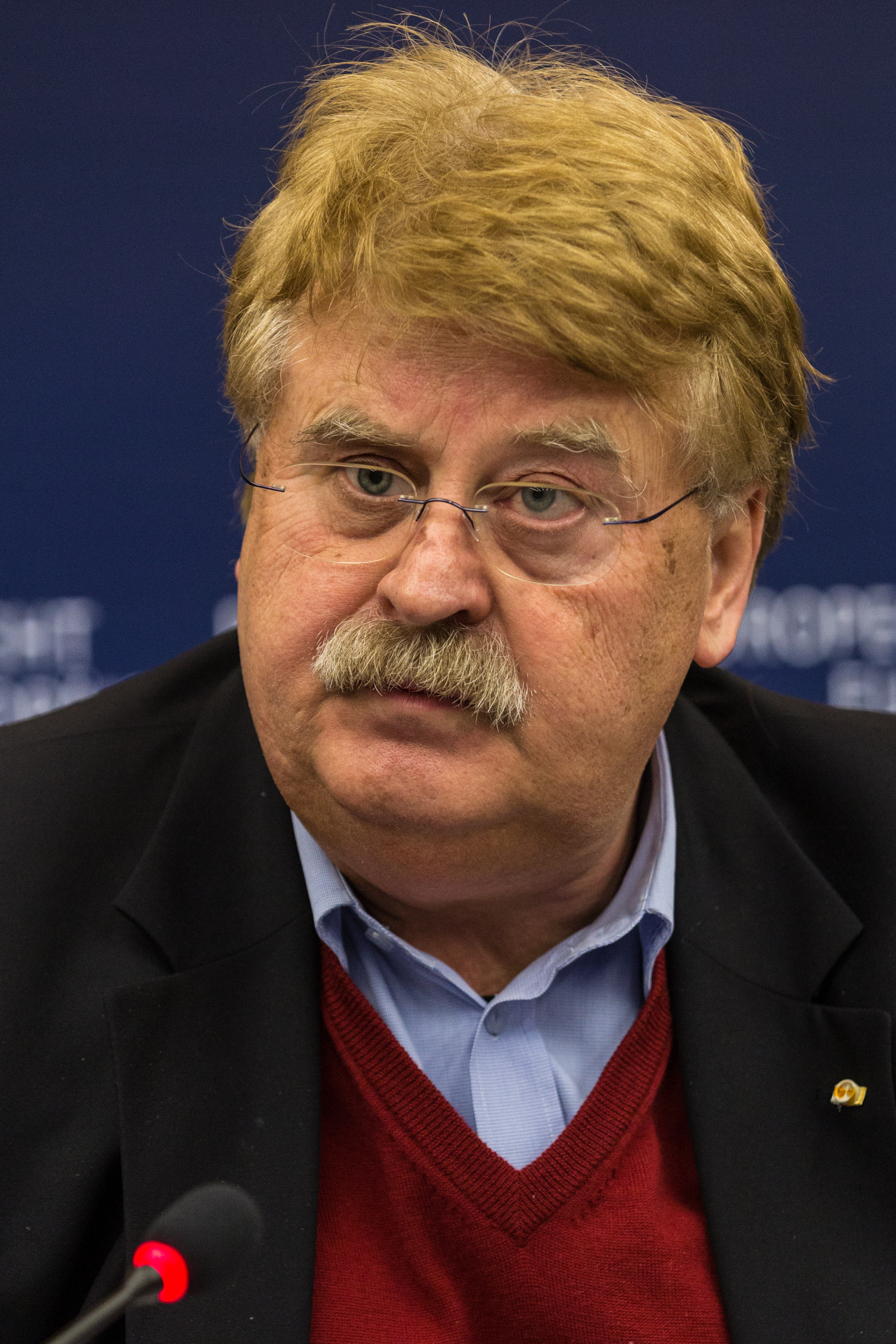
エルマー・ブローク

### 出身者
- エルマー・ブローク（ドイツ語版、英語版）（1946年 - ）政治家

ヨハン・クリストフ・ベルンスマイヤーや1777年5月15日にフェルルで生まれた。このフランチェスコ会 (OFM) の神父は「ミュンスターの聖フランチェスコの第3戒律に基づく看護師修道会」の設立者である。彼は1858年6月2日にテルクテで死去した。
1999年からフェルルの姉妹都市になっているアメリカ合衆国オハイオ州デルフォスの創設者ヨハネス・オットー・ブレダイクは1789年1月22日にフェルル＝ボルンホルテで生まれた。彼は兄弟のフェルディナントとともに聖職者としてアメリカ合衆国に渡った。デルフォスに隣接するオットーヴィルの創設者でもある。
ドイツの作家ノルベルト・ヨハニムローは1930年1月21日にフェルルで生まれた。有名な作品に1930年代から40年代のヴェストファーレンの子供たちを描いた自伝的小説「アッペルバウム街道」がある。
ヨアヒム・ミルベルクはエンジニア兼経営者で、1943年4月10日にフェルルで生まれた。生産技術を学んだ後、1971年に工学博士号を修得した。ミルベルクはミュンヘン工科大学の教授となりバイエルン発動機製造AG (BMW) の代表者となった。2004年からは BMW AGの監査役会代表に就任した。
エルマー・ブロークは1946年5月14日にフェルルで生まれた。この政治家 (CDU) は法学と政治学を学び（修了はしなかった）、その後ジャーナリストになった。彼は1999年から2007年までと2012年以後欧州議会の外務委員会の委員長に就任している。また、2011年までベルテルスマン AGのメディア・デヴェロプメントのシニア・ヴァイスプレジデントを務めた。
1947年4月23日にフェルルで生まれた修道司祭ヴィルヘルム・シュテックリングは2014年からシウダー・デル・エステの司教を務めている。
アーティストでキャバレー芸人のルトガー・シュトラートマンは1948年7月23日にフェルルで生まれた。彼は医学を学び1985年に学位を修得し、一般医としてボトロップに住んだ。2002年からはもっぱらステージ活動に時間を割くようになった。シュトラートマンはボトロップ市の文化賞を受賞している。
ブルースのミュージシャンで作曲家のローラント・ベーレンスは1949年7月12日にフェルルで生まれた。彼は情報処理工学課程の卒業証書を得て、1992年から1997年までスペイン語、文学、経済学を学び、2001年に学位を修得した。
フーベルト・ベーレンブリンカーはパーダーボルン大司教区の補佐司教で、1950年6月7日にフェルルで生まれた。彼はパーダーボルン聖職者セミナーで学んだ。2008年4月19日、ローマ教皇ベネディクト16世は彼をパナトリア名義司教とし、パーダーボルン大司教区の補佐司教に就けた。彼の最初の司教盛式ミサは2008年7月7日にフェルルの聖アンナ教会で行われた。
クリスティアーン・シュトラートマンはモントパラストとレヴューパラスト・ルールの劇場支配人であり、1951年2月18日にフェルルで生まれた。シュトラートマンはドイツ連邦共和国功労勲章の受勲者であり、「ルール地方の市民」称号保有者である。

### ゆかりの人物

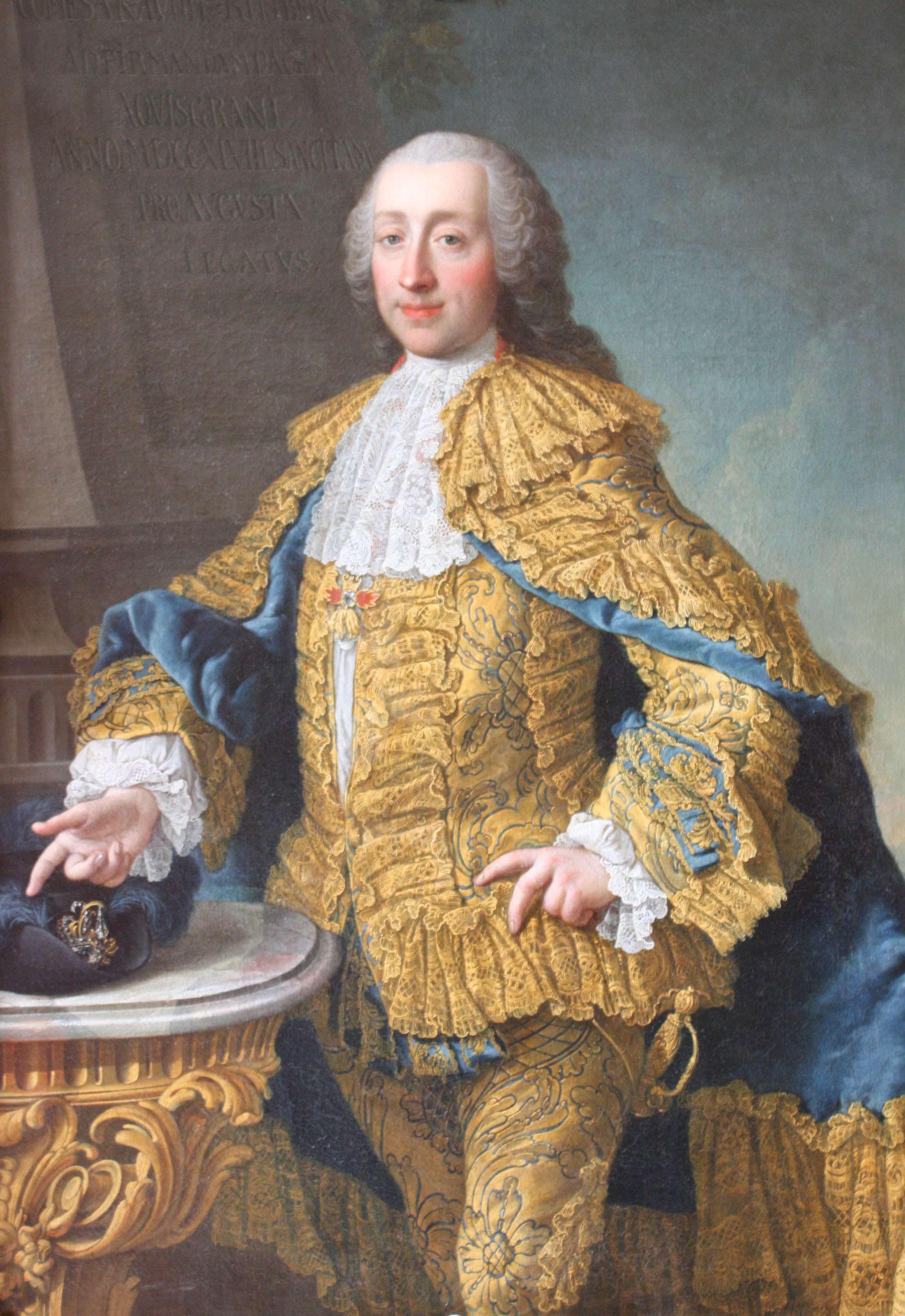
ヴェンツェル・アントン・フォン・カウニッツ＝リートベルク

以下の人物はフェルル生まれではないが、この街で活動した、あるいは活動している人物である。
ヴェンツェル・アントン・フォン・カウニッツ＝リートベルクはオーストリアの廷臣で、外交官であった。彼は1711年2月2日にウィーンで生まれた。彼はフェルルの聖アンナ教会の施主であり、1794年6月27日にマリアヒルフで亡くなった。
ヴィカリウス・フェルディナト・キュールマンは1842年11月15日にヴェスターヴィーエ（現在はリートベルク市内）で生まれた。彼は後にパーダーボルン聖堂参事会員となり、フェルル病院を設立した。彼の死後、その栄誉をたたえて聖アンナ教会と病院とを結ぶ道路が彼にちなんで命名された。この道路に接続していたキュールマン広場は現在、ギムナジウムの校庭になっている。キュールマンは1929年1月24日に亡くなった。
エルンスト・モイリンは1885年にエルデ生まれの作家でヴィーデンブリュックの郷土保存運動家である。彼はヴァーレンドルフ教員養成所の試験に合格した後、43年間にわたってボルンホルテで教員を務めた。彼はこの地の郷土協会の共同設立者となった。彼は1965年にランゲンベルクで亡くなった。彼にちなんで街の中心部の南にある通りがエルンスト＝モイリン通りと名付けられた。
1939年にパーダーボルンで生まれた政治家フランツ＝ヨーゼフ・バルケは1965年から CDU 党員となった。1975年から1992年までフェルルの町議会議員を務め、1973年からギュータースローの郡議会議員となった。1983年から1988年までギュータースロー郡の郡長代理、その後1994年まで郡長を務めた後、最終的に1997年まで再び郡長代理となった。
デトレフ・カルステンは現代芸術家で、1958年にハノーファーで生まれた。カルステンは芸術教育、芸術史、絵画をマインツとフランクフルト・アム・マインで学んだ。1988年にフリーの芸術家としての活動をヴィースバーデンで開始した。カルステンは2007年の初めからフェルルに住み、活動を行っている。

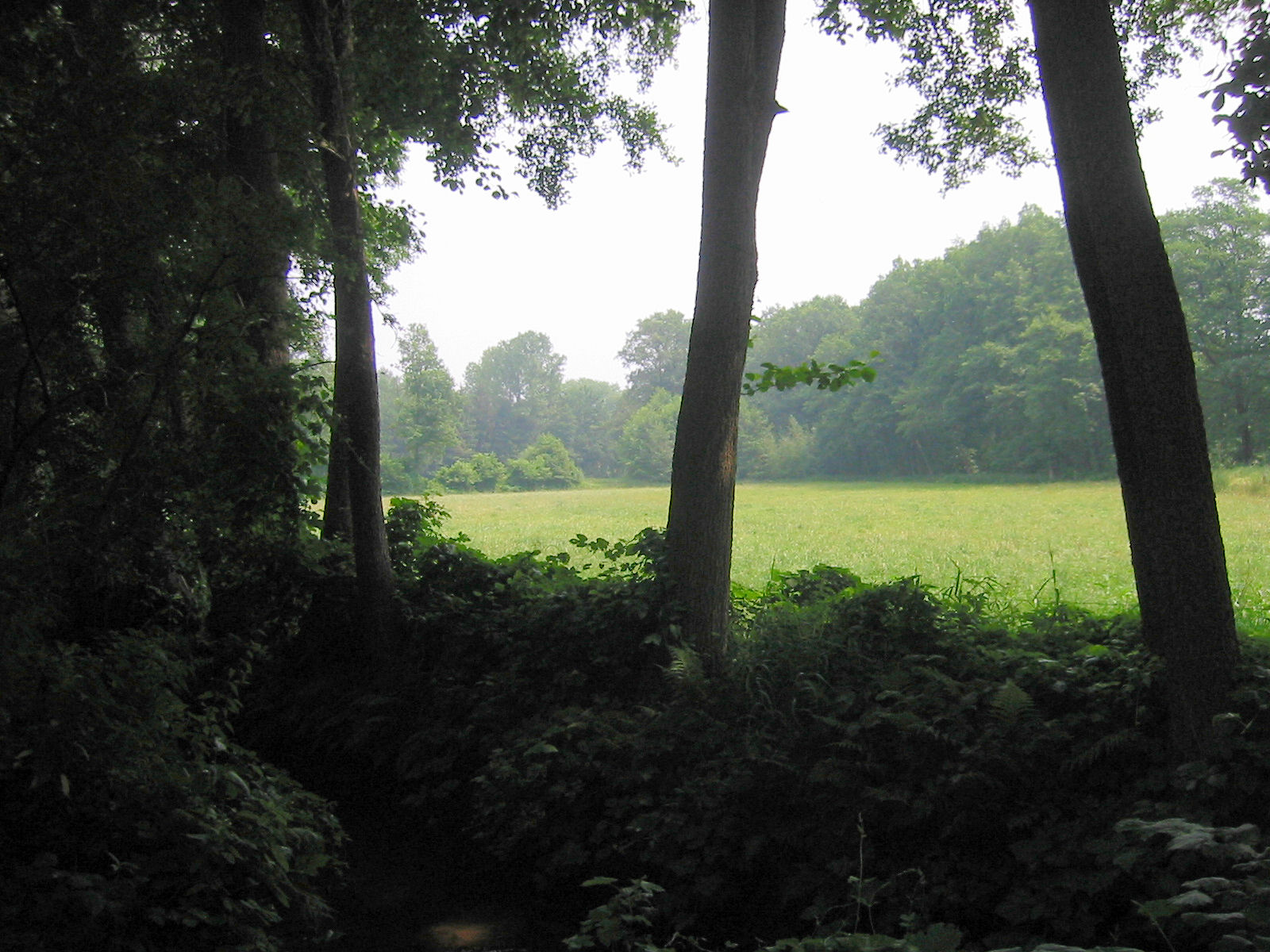
エルバッハ川

## その他
フェルルを故郷とする多くの人がもつ「エルバッハゲマインデ」の想いは、フェルルを流れる最も有名な川、エルバッハ川に由来する。音楽作品の詩にも「エルバッハの畔のフェルル」と、この街と川との直接的な結びつきが歌われている。この歌は街の多くの射撃祭で何度も耳にすることができる。

### 訳注
1. ↑  英語ではプリズンボール。ドイツ式ドッジボール、ギリシア式ドッジボールとも呼ばれる
2. ↑  トラクターで重量物を積載したそりを牽引し、その距離を競うレース。
3. ↑  クジャクやハクチョウなどの外見が美しい観賞用鳥類
4. ↑  ドイツの営業税の税率は全国共通の基本税率（2016年2月現在 3.5 %）に地方自治体が定める賦課率を掛けた値となる。従って本市の場合の営業税の税率は 3.5 × 3.4 =10.88 % である。営業税の賦課率は 200 % 以上と法律で定められている。
5. ↑  土地税の税率も営業税と同様に基本税率に賦課率をかけて税率が定まる。